# 인천광역시의 시내버스
인천광역시의 시내버스는 인천광역시에서 운행되고 있는 시내버스를 일컫는다. 인천광역시 시내버스는 인천지하철과 더불어 인천광역시 대중 교통망의 중요한 부분을 담당하는 교통 수단으로, 각 군의 해당 부서에 관리 권한이 위임되어 있는 군 지역의 버스를 제외한 시 지역의 버스는 인천광역시청에서 관리하고 각 운수회사에서 운행하는 형태로 운영되고 있다.

## 연혁
현재 이 지역의 운영 체계는 2009년 2월 25일부터 시행된 준공영제를 기초로 하고 있으며, 환승 체계는 같은 해 10월 10일부터 시행된 수도권 통합요금제를 따르고 있다.

### 연혁 개요
인천을 포함한 대한민국 시내버스의 전반적인 역사를 따룬 기사에는, 한국 시내버스의 시초는 1928년 경성부 부영버스이며, 실제 대한민국 내에서 시내버스가 가장 먼저 운행된 지역은 서울이 아닌 대구라는 기록이 있다. 두 기사의 내용으로 미루어볼 때, 인천에서는 두 도시보다 더 늦은 시점에 시내버스가 등장한 것으로 보인다.
- 인천버스요금 변천사 (인천광역시버스운송사업조합 홈페이지)

1981년 이전 - 광역자치단체 승격 이전
- 1974년 11월 25일 : 인천시, 민간자본 4억 3천만 원을 들여 용현동에 종합터미널 착공. 1976년 9월에 개장.[3]
- 1977년 2월 7일 : 서울시, 종로 2가에 위치한 삼화고속 주차장 폐쇄 (같은 해 3월 1일부터 서울역에 위치한 한진고속터미널 공동 사용)[4]
- 1979년 12월 1일 : 서울-인천 간 직행버스 운행 재개시.[5]
- 1980년 3월 15일 : 경기도, 시외버스터미널의 이용을 중지하도록 행정명령[6]

1981~2000년 - 광역자치단체 승격 이후
- 1981년 7월 1일 : 인천시, 인천직할시로 승격[7]
- 1981년 10월 28일 : 사단법인 인천광역시버스운송사업조합, 창립총회 개최[8]
- 1992년 9월 15일 : 마을버스 한정면허 시행[9]
- 1993년 3월 2일 : 시내버스 토큰제 시행[10]
- 1993년 7월 16일 : 시내버스 자동안내방송 실시[11]
- 1994년 6월 1일 : 인천시내 버스전용차로제 운행 시작[12]
- 1995년 3월 1일 : 강화군이 인천시로 편입, 인천~강화 간 노선 시내 좌석으로 전환[13]
- 1997년 11월 20일 : 인천터미널이 관교동으로 이전[14][15]
- 1998년 1월 : 삼환교통에서 인천시내버스 최초로 단독배차제 시행.(조합 반납 노선들인 14번, 23번, 62번을 맡으면서 시작)

2000년 이후 - 범수도권적인 시스템의 도입
- 2000년 ~ 2001년 : 공동배차제에서 단독배차제로 전환 (점차적으로 전환 - 강인여객이 22번과 46번을 맡으면서 시작)
- 2002년 2월 1일 : 인천마을버스, 지선버스로 전환 및 요금 인상[16]
- 2002년 9월 1일 : 인천시내버스에서 교통카드 사용 가능해짐. 본문 참조.
- 2002년 10월 1일 : 인천시내버스 중 시내버스로 전환된 기존의 마을버스에서도 교통카드 사용 가능해짐[17]
- 2003년 4월경 : 서울행 광역버스 6개 노선 신설[18]
- 2004년 11월 30일 : 첫차부터 인천지하철 하차 후 버스로 환승시 할인 적용[19][20]
- 2005년 4월경 : 인천버스 하차 후 인천지하철로 환승시에도 할인 적용[21]
- 2005년 8월경 : 인천시내버스 도색이 변경. 단, 100번대 시내좌석버스와 300번대 공항버스는 기존의 도색 유지.[22]
- 2006년 10월 17일 : 인천시, 4개 공영차고지 건설 결정. ('공영차고지' 단락 참조)
- 2007년 1월 29일 : 인천시, 버스정보관리시스템 착수 보고회 개최[23]
- 2007년 4월 1일 : 인천시내버스 요금 인상[24]
- 2007년 10월 1일 : 첫 차부터 강화.영종.용유 지역에서도 환승제 시행[25]
- 2008년 4월 1일 : 모바일서비스와 문자메시지, 음성안내를 통한 버스 도착 정보 서비스 개시[26]
- 2009년 1월 30일 : 준공영제 시행에 앞서 대규모 노선 개편[27]
- 2009년 2월 18일 : 인천시, 인천시버스준공영제협력협회 설립 인가[28]
- 2009년 2월 25일 : 일부 노선에 대한 준공영제 시행 및 급행간선노선 운행 개시[29][30]
- 2009년 10월 10일 : 수도권 통합요금제 인천버스까지 확대 시행/ 111-2, 112번 시내좌석버스에서 간선버스로 형간전환
- 2010년 5월 1일 : 도서지역 마을 및 공영버스에 대해 환승할인 시행. 중구 무의도 마을버스와 강화도 대산 및 연지마을버스, 영흥면 공영버스가 그 대상.[31][32]
- 2010년 7월 1일 : 서울, 경기도와 버스 도착 정보 통합 안내 개시[33]
- 2010년 7월 29일 : 인천시의 명령에 의해 인천시버스운송사업조합이 강제 해산. '인천시버스운송사업조합과 인천버스협회' 문단 참조.
- 2011년 4월 14일 : 인천시, 7월부터 인천시내버스 요금 인상 및 지선/간선버스 요금 단일화 방침 발표./103번, 103-1, 780번, 780-1 시내좌석버스에서 간선버스로 형간전환[34]
- 2015년 6월 27일 : 버스 요금 인상과 함께 단일 요금이었던 좌석버스의 운임 체계를 거리비례로 변경.
- 2016년 7월 30일 : 인천 도시철도 2호선 개통 등에 따른 인천시내버스 노선 개편.

### 인천시버스운송사업조합과인천버스협회
인천 내의 버스 운행 업체와 관련된 조합의 역사는 1981년 10월 28일 사단법인 인천광역시버스운송사업조합 이 창립총회를 연 것으로부터 시작되었다. 이후 2009년 준공영제 시행 등과 관련하여 극명한 대립으로 인해 준공영제 도입에 찬성하는 일부 운송 업체들이 인천시의 조정을 거쳐 운송 조합을 탈퇴한 후 2009년 2월 18일 인천시버스준공영제협력협회의 설립을 인가받아 현재는 조합이 둘로 나뉘어 있는 상태이다. 인천버스협회는 인천광역시버스준공영제협력협회의 다른 이름이다. 두 단체가 분리된 초기에는 민원 업무와 같은 분야에서 상호간 교류가 이루어지지 않아, 버스협회 소속 노선에 관한 민원의 경우 상급단체가 다르다는 이유 때문에 조합 홈페이지에서의 해결이 불가능하여 경우에 따라 버스협회 측에 다시 민원을 제기해야 하는 불편함이 있었다. 근래에 이와 같은 상황은 해소되어 조합 홈페이지에 게시된 민원의 내용이 정상적으로 해당 업체로 전달되고 있다. 한편 시에서는 시내버스 준공영제 준비과정에서의 비협조와 반대로 일관해 온 인천시버스조합에 대해, 더 이상 조합을 여객자동차운수사업법 제55조의 1항에 명시되어 있는 여객자동차운수사업의 건전한 발전과 여객자동차운수사업자의 공동 이익을 도모하는 사업을 수행하는 조합으로 인정할 수 없어 2010년 7월 29일자로 해산 명령을 내렸다고 밝혔다. 조합은 해산명령에 대한 법적대응을 하여 인천시와의 재판에서 승소하여 인천버스조합은 유일의 사업조합으로 인정되었다.

### 공동배차제의 폐지
1991년 1월 업무 보고에서 교통부는 신공항건설과 인천을 포함한 6대 도시의 지하철 조기 착공과 더불어 공동배차제를 촉진하기 위해 도시외곽 녹지에 공영차고지를 설치할 것을 계획하였다. 1990년대 중반에 존재하였던, 인천시내버스의 공동배차제가 이 계획으로 말미암은 것인지는 알 수 없다. 인천에서의 공동배차제는 한 회사에서 일주일씩 돌아가면서 특정 노선을 운행하는 형태로 운영되었다. 공동배차제는 1998년 1월, 삼환교통이 14번, 23번, 62번을 맡음으로써 단독배차제로 전환되기 시작하였으며, 2001년경 공동배차제는 사실상 폐지되었다.

### 요금징수 시스템의 변화: 2000년대 초반

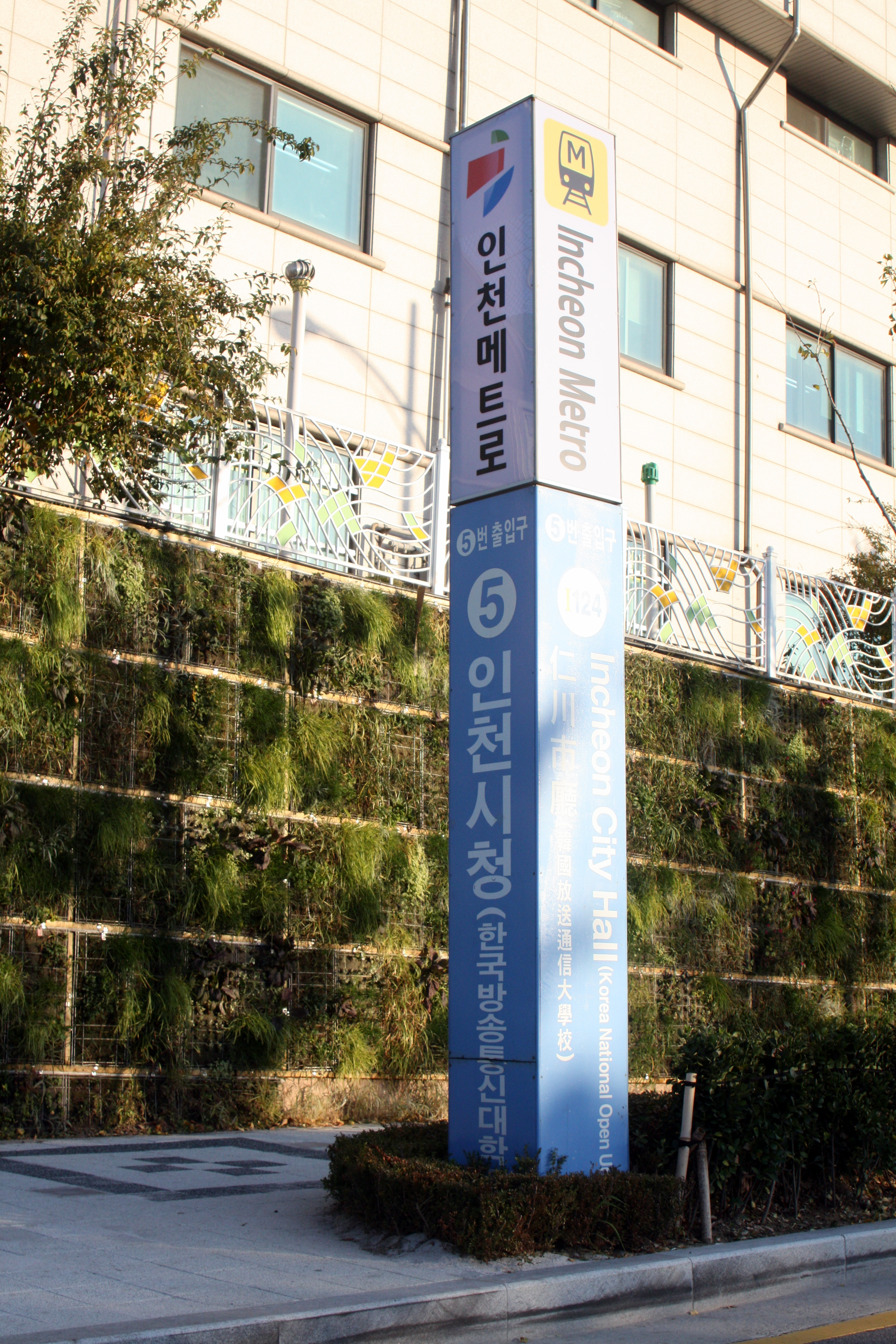
인천버스와 인천지하철 간의 환승할인은 2004년 11월 말에서 2005년 4월 말 사이에 시행되었으며, 2009년 10월 10일 통합환승제 시행으로 인천버스-인천지하철 간 환승할인 범위 및 폭이 확대되었다.

현재 가장 널리 쓰이고 있는 요금 지불수단인 교통카드는 1998년 도입되었으며, 비록 지금과는 다른 형태이지만 인천버스와 인천지하철 간의 환승할인 또한 2000년대 초반에 이루어지기 시작하였다.
- 인천시내버스와 교통카드 : 인천 면허의 버스에서는 부산과 비슷한 시기에 교통카드가 1998년 하반기에 도입되었다. 인천시내버스에는 2002년 9월 1일부터 교통카드 결제가 가능해졌으며, 그 과정은, 버스카드와 지하철카드가 별개로 쓰이다가 후일 통합[43] 된 서울시의 경우와는 다르다. 단, 2002년 2월 1일자로 마을버스에서 시내버스로 전환된 노선의 차량에서는 요금 인상 문제로 인해 이보다 늦은 10월 1일부터 교통카드 사용이 가능해졌다.[17] 학생 회수권과 토큰은 교통카드 사용 활성화를 이유로 2003년 2월 1일자로 폐지되었다.[44]
- 환승할인의 확대 : 인천시내버스에서 교통카드가 통용되기 시작한 데 이어 타교통수단 그리고 도서 지역의 교통수단으로 환승 할인이 확대되었다. 인천지하철에서 인천시내버스로, 인천시내버스에서 인천지하철로의 환승 할인은 각각 2004년 11월 30일과 2005년 4월 말에 이루어졌다. 이때 시행된 환승 제도는 인천 고유의 것으로, 현재 시행되고 있는 수도권 통합요금제와 다르며, 그 범위는 현재의 환승 제도보다 제한적이다. 강화, 영종, 용유 지역에서의 환승 할인은 이보다 나중인 2007년 10월 1일부터 이루어졌다. 현재의 환승 제도에 관해서는 '인천시내버스와 통합요금제' 단락을 참조하도록 한다.

### 시내버스 도색 변경
2005년 9월을 전후로 인천시내버스의 도색이 서울과 대전, 대구 시내버스와 흡사하게 변경되었다. 이 시점 이전에는 디젤 차량은 흰색 바탕에 파란색 줄이 변형된 도색을, 가스 차량에는 흰색 바탕에 초록색 계열의 타원이 겹쳐진 형상을 차량 앞면과 측면에, 그리고 차량 후면 윗 부분에는 파란색을 입힌 도색을 한 차량이 운행되었다. 좌석 차량에는 적색 계열의 도색이 적용되었다. 2010년 현재 도색은 서울과 대전, 대구와 상당히 유사한 형태를 띠고 있으며, 인천 고유의 통일된 행선판을 사용한다는 점 이외에는 서울, 대전, 대구시 차량의 도색과 별다른 차이가 없다.

### 인천시내버스와 지선버스
마을버스로부터 출발한 지선버스는 외형과는 달리 서울의 지선버스와 그 세부적인 특징이 다르다. 유호민 인천광역시 건설교통국 버스기획단장의 말에 따르면, 간선버스보다 저렴한 요금으로 5km 이상의, 비교적 장거리를 거의 직선형의 경로로 운행하는 경우가 많으며, 수도권 최고 수준의 수입금을 자랑하고 있다.
마을버스의 시내버스로의 전환
인천시의 설명에 따르면, 2001년 여객자동차 운수사업법 시행규칙 이 개정됨에 따라 시에서는 2001년 5월 23일자로 인천광역시 여객자동차 운수사업 등에 관한 조례 보관됨 2014-02-03 - 웨이백 머신를 개정하였고, 이와 더불어 2002년 2월 1일자로 대부분의 인천시내 마을버스를 시내버스로 전환하였다. 이 조치로 인해 당시 운행하고 있던 60개 노선 399대의 마을버스는 2개 노선 6대를 제외하고 모두 시내버스로 전환되었는데, 이때 요금도 시내버스와 같게 받도록 변경되었다. 시행 과정에서 시는 요금 인상 부분을 유보할 계획이었으나 당시 인천버스운송사업조합에서 버스 운행을 전면 중단하겠다고 맞서는 등 크게 반발하여 무산되었다. 마을버스의 시내버스로의 전환 이후에도 인천 내에서는 지선버스보다 마을버스라는 명칭이 널리 쓰이는 경향이 있으나, 2010년 2월 기준으로 인천 시내에서 운행하는 마을버스로는 무의도 내를 순환하는 중구 1번 마을버스가 유일하며, 이 노선은 지선형 시내버스 노선들과 구별된다.

### 용현운수사건
인천시 지선버스 업계의 양적인 팽창이 가져온 결과를 단적으로 보여주는 예로 기록되고 있다. 현재와는 매우 대조적으로, 지금의 511번 시내버스 전신인 남구 1번 마을버스가 운행될 당시에는 이 노선을 운행하는 용현운수와 인하대 학생 간의 사이가 매우 좋은 편이었던 것으로 알려져 있다. 근본적인 문제는 운수업체 측이 이에 기반을 둔 막대한 수익금과는 관계없이 극심하게 불친절한 서비스를 펼친 사실로부터 비롯되었다. 한 번 문을 닫으면 절대 문을 열지 않는 승차거부행위가 대표적인 불친절 사례로 남아 있다. 이 회사의 운송 서비스에 대해 부정적인 평가가 주를 이루고 있다는 사실은 이후 인천시가 효산경영연구소 '대중교통 경영 및 서비스평가단'에 의뢰하여 2007년 1월 28일 발표한 '인천시 2006 시내버스 경영 및 서비스 평가보고서'의 내용으로도 알 수 있다. 이 평가에서 용현운수는 30.69점을 받아 최하위를 기록하였다.
용현운수와 인하대 간의 깊은 반목은 2004년 주안역 환승장의 완공에 따른 셔틀버스 노선의 변경으로 인해 본격화되었다. 당시 인하대 측에서는 학생들의 편의를 위해 기존 주안역과 학교 간 셔틀버스 노선의 연장을 허가할 것을 인천시 측에 요청하였고, 시로부터 이에 대한 동의 및 유권 해석을 받아 정식 운행에 들어가게 되었다. 문제는 기존 511번 버스의 수요 감소를 우려한 용현운수 측이 집단 행동을 보이면서 시작되었다. 회사 측에서는 셔틀버스에 대한 '고의 밀착운행'과 '진로방해'를 서슴지 않았으며, 심지어는 셔틀버스 운행 구간 전체에 걸쳐 주행을 방해하여 통상적으로 15분에 이동할 수 있는 거리를 최소 30분에서 최대 45분까지 지연시켜 이로 인해 대규모 지각 사태가 빚어지기도 하였다. 이에 대해 경찰 측은 초기에 '무료 셔틀버스의 승차 위치를 원래의 장소로 다시 이전할 것'을 요구하는 등의 처사를 보이기도 하였다.
당시 용현운수 노동조합원들의 언어적, 그리고 물리적인 폭력도 심각한 수준이었는데, 학생들에 대한 폭력, 욕설 행위와 더불어 여학생들에 대한 성적인 비하 등의 행위를 서슴지 않았다고 한다. 특히 폭력 행위는 체격이 작은 여학생들을 대상으로 집중적으로 자행되었다. 학생들은 이에 '용현운수 안타기 운동'과 '41번 타기 운동' 등을 벌이게 되었다. 2004년 11월과 12월에 걸쳐 있었던 충돌은 당시 홍승용 총장에게까지 알려져, 등교시간 기준 11대의 차량이 4분 간격으로 운행되어 오던 무료 셔틀버스는 25대의 차량이 1분 간격으로 운행하는 형태로 변경되기에 이르렀다.
문제점
지선버스의 요금은 간선버스 그리고 수도권 내 다른 교통수단에 비해 저렴한 편이며, 이와 같은 특징은 지선버스 업계에 상당한 수입을 안겨 준 반면, 제도 시행 지연 및 인천시내버스 내에서 확인되는 수입 구조 면에서의 뿌리 깊은 결함의 원인으로 지목되고 있기도 하다. 이들 업체들은 저렴한 요금을 통해 충분히 많은 수입을 달성하였기에, 준공영제와 통합요금제 등의 새로운 제도 시행에 극심한 반발 양상을 보여 왔으며, 결과적으로 제도 시행 지연의 주범으로 자리하는 불명예를 안게 되었다. 또한 지선버스의 저렴한 요금으로 인해 인천의 버스 이용률이 전국에서 두 번째로 높은 상태를 기록하게 되었지만, 이로 인해 간선버스의 적자가 누적되는 등의 문제 또한 야기되었다.

### 준공영제 시행과 요금제도의 변화: 개요
최근까지 인천버스는 수도권 통합요금제의 적용 대상이 아니었다. 따라서 인천의 경우 버스와 지하철 간의 환승 할인 혜택은 인천시내버스와 인천지하철 간의 부분적인 할인 혜택에 한정되어 있었다. 인천시에서는 그 동안 수도권 통합요금제 뿐만 아니라 준공영제 시행도 추진하고 있었으며, 이 과정에서 지선버스업계의 반발 등으로 말미암아 많은 어려움을 겪기도 하였지만, 수도권 통합요금제 편입이 당초보다 매우 늦어지게 된 이유는 기본적으로 인천시가 예산 부족 등의 이유를 들어 이 제도에 불참한 데 있다. (경기도는 2007년 7월 1일 수도권 통합요금제에 참여하였고, 2008년 9월 20일부터는 광역버스로 할인 혜택 범위가 확대되었다.) 인천시가 이 제도에 참여하게 되기까지의 과정을 준공영제 시행 과정과 더불어 간략히 나타내면 다음과 같다.
- 2007년 2월 27일 : 인천시 버스 준공영제 도입 공청회 개최. 시와 버스운송사업체 간에 이견 확인.[57]
- 2008년 1월: 인천시 측에서는 현행 환승 할인 제도에 200억 원이 지출되고 있으며, 수도권 통합요금제 시행에 291억 원, 서울형 준공영제 시행에 330억 원이 추가적으로 지출될 것으로 예상하였다. 비용 문제는 이후로도 일부 운송업체들의 반발과 더불어 제도 시행이 크게 지연되는데 주된 이유로 작용하였다.[58]
- 2008년 9월: 인천시, 2009년 초 또는 4월부터 수도권 통합요금제에 참여한다고 발표하였다.[59]
- 2008년 12월: 인천시, 통합환승 참여 시기를 2009년 7월 또는 9월로 미루었다.[60]
- 2009년 1월 30일 : 인천시, 시내버스 노선 대폭 조정 - 일부 노선 분할/폐지.[61]
- 2009년 2월 18일 : 인천시, 인천시버스준공영제협력협회 설립 인가[28]
- 2009년 2월 25일 : 인천시, 일부 노선에 대해 인천형 준공영제 시행 및 급행간선노선 운행 개시.[30]
- 2009년 6월 10일 : 인천시, 당시 시내버스의 준공영제 시행 방식을 수입금 공동관리형식으로 전환할 것을 골자로 하는 계획 발표.[62]
- 2009년 7월부터는 시행 예정 시기가 지속적으로 (대체적으로 한 달 간격으로) 연기되었다. 예산 부족이 그 동안의 주된 이유였으나 비교적 최근에는 그 이유 또한 점점 다양해지는 모양새를 띄기도 하였다.[63][64][65][66]
- 2009년 8월 1일 : 인천시, 기존의 인천형 준공영제를 수입금 공동관리형 준공영제로 전환.[67]
- 2009년 10월 10일부터 통합환승이 시행되었다.[68][69]

### 인천시내버스와 준공영제
준공영제와 수입금 공동관리
인천시는 2009년 2월 25일 시내버스 준공영제 시행을 앞두고 인천시내 버스 운송업계의 입장은 찬성과 반대의 둘로 극명하게 나뉘어 있었다. 2009년 2월 18일 준공영제 시행에 찬성하는 일부 버스 운송업체들이 인천시의 조정을 거쳐 기존의 인천버스운송사업조합 을 탈퇴한 후 새로운 사단법인의 설립을 신청하였고 시에서 이를 인가해 인천시버스준공영제협력협회를 설립한 것이 단적인 예이다. 제도 시행에 앞서 시에서는 총 161개인 시내버스 노선을 186개로 늘리는 등 버스노선을 2009년 1월 30일부터 대폭 개편했다. 우선 1월 30일에는 2개의 노선을 신설하였으며, 6개의 노선을 12개로 분할하였다. 또한 15개의 간선 노선과 3개의 좌석 노선을 변경하였으며, 5번을 폐지하였다(2013년 7월 22일 서창동-도림동-인천터미널-문학경기장-학익동-용현동홈플러스-인하대병원으로 재신설됨). 2월 25일에는 11개 급행간선 노선과 722번, 3개의 순환버스 운행을 개시하였다. 이와 같은 과정을 표로 나타내면 다음과 같다:
| \| 조정 시기 \| 조정 내용 \| 노선 번호 \| 비고 \| \| ------------------------------------------- \| --------- \| --------------------------------------------------------------------------------------- \| ---------------------------------------- \| \| 1월 30일 \| 신설 \| 720번, 721번 \| \| \| 1월 30일 \| 분할 \| 3번, 3-1번 12번, 12-1번 16번, 16-1번 17번, 17-1번 28번, 28-1번 770번, 770-1번 \| 6개의 노선을 12개의 노선으로 분할 \| \| 1월 30일 \| 변경 \| 7번, 8번, 10번, 15번, 20번, 21번, 22번, 25번, 27번, 35번, 38번, 41번, 42번, 79번 (일반) \| 간선 15개, 좌석 3개 노선 8번은 후일 환원 \| \| 1월 30일 \| 변경 \| 112번, 300번, 306번 (좌석) \| 간선 15개, 좌석 3개 노선 8번은 후일 환원 \| \| 1월 30일 \| 폐지 \| 5번 \| \| \| 2월 25일 \| 신설 \| 급행간선버스(901~911번) \| \| \| 2월 25일 \| 신설 \| 순환51번, 순환81번, 순환91번 \| \| \| 참고 문서 : 인천광역시의 시내버스 노선 목록 \| \| \| \| |           |                                                                                         |                                          |
| * 노선개편내용 및 대체노선 이용 방법 : 1월 30일 (인천광역시청 발행) * 노선개편내용 및 대체노선 이용 방법 : 2월 25일 (인천광역시청 발행) |           |                                                                                         |                                          |
| 조정 시기 | 조정 내용 | 노선 번호                                                                               | 비고                                     |
| 1월 30일 | 신설      | 720번, 721번                                                                            |                                          |
| 1월 30일 | 분할      | 3번, 3-1번 12번, 12-1번 16번, 16-1번 17번, 17-1번 28번, 28-1번 770번, 770-1번           | 6개의 노선을 12개의 노선으로 분할        |
| 1월 30일 | 변경      | 7번, 8번, 10번, 15번, 20번, 21번, 22번, 25번, 27번, 35번, 38번, 41번, 42번, 79번 (일반) | 간선 15개, 좌석 3개 노선 8번은 후일 환원 |
| 1월 30일 | 변경      | 112번, 300번, 306번 (좌석)                                                              | 간선 15개, 좌석 3개 노선 8번은 후일 환원 |
| 1월 30일 | 폐지      | 5번                                                                                     |                                          |
| 2월 25일 | 신설      | 급행간선버스(901~911번)                                                                 |                                          |
| 2월 25일 | 신설      | 순환51번, 순환81번, 순환91번                                                            |                                          |
| 참고 문서 : 인천광역시의 시내버스 노선 목록 |           |                                                                                         |                                          |

노선개편 당시 서해운수(현 신흥교통)에서 운행하던 13번과 46번도 1월 30일 노선개편대상이었으나 이 회사가 공영제에 반대하였기 때문에 두 노선을 각각 13, 13-1, 13-2번과 46, 46-1번으로 분할하려는 계획은 실현되지 않았다. 분할되는 노선 가운데에는 운행 거리가 짧은 노선들이 많아 이들 노선이 간선요금을 징수해야 하는가에 관한 논란도 있었다. 또한 조정 당시 지나치게 잦은 노선 변경으로 인해 이용객들의 빈축을 사기도 하였다. 한편 이때 새로이 신설된 급행간선버스는 기존 간/지선 노선의 정류장 중 일부 정류장에만 정차하여 빠르게 운행한다는 특징을 지니고 있다.
후일 인천시는 기존의 준공영제를 개량하여 2009년 8월 1일부터 한정면허 버스와 광역버스를 제외한 31개사 1,973대의 시내버스에 대해 수입금을 공동 관리하는 방식으로 변경하였다. 이로써 인천시는 인천 시내버스 전 노선에 대한 개편권을 가지게 되었으며, 이로 인해 보다 합리적인 노선 조정 및 운행 관리가 가능해지게 되었다. 이와 더불어 2008년까지 전국에서 가장 열악하였던 운전직 근로자들의 임금과 비정규직 문제도 개선될 여지가 생기게 되었다. 기존의 비정규직 운전자가 정규직으로 전환되었을 때 최소 22.6%의 임금인상 효과가 있는 것으로 알려져 있다. 한편 한정면허 버스 208대는 기존의 인천형 준공영제를 적용받으며, 광역버스는 준공영제 대상에서 제외되어 있다.
- 13번과 46번 분할 문제 : 13-1번이 운행되고는 있으나, 이 노선은 당시 계획되었던 노선과는 관련이 없다. 현재 운행되고 있는 노선은 옛 순환82번을 대신하는 노선이다. 동춘동-청라국제도시 구간을 운행하는 46번 노선 차량 내부에서 전면 행선판을 보면 원창동 표시 뒷쪽에 동인천역이라는 표시가 가려져 있다. 인천시에서 지난 번 조정 때 동인천역~청라국제도시 구간을 분리하여 46-1번으로 운행하려 했던 것으로 보인다. 한편 13-1번은 통합환승제 시행 이후 운행을 개시하였으나, 처음에 계획된 경로와 전혀 다른 경로로 운행되고 있다. 이에 관해서는 해당 노선의 문서를 참조하도록 한다.

준공영제 시행에 따른 변화
2009년 1월 30일 예비적인 조치에 이어 2009년 2월 25일 '인천형 준공영제'가 도입되었으며 이후 인천시버스운송사업조합과 준공영제협회, 노동조합의 요청에 의해 같은 해 8월 1일 '수입금공동관리형 준공영제'로 전환되었다. 준공영제의 핵심이라 할 수 있는 '노선 개편'과 '운전기사 임금 보전'은 2009년 1월 30일 첫 조정 때 이루어졌으나 제대로 된 서비스 향상이나 노선 개편이 이루어졌는지에 대한 평가는 부정적인 편이다. 준공영제 시행 이후 그 변화의 지표로 활용될 수 있는 항목에서의 변화를 살펴보면 다음과 같다.
우선, 1월 30일과 2월 25일 당시 조정되었던 노선들 중 상당수가 여러 이해 관계로 인해 원상 복귀되어 있는 실정이다. 2010년 2월 1일 현재 준공영제 시행 전후 시에서 내놓은 전반적인 분석자료는 현재 없다. 재정적인 면에서는 시에서는 2009년 1~7월 '인천형 준공영제' 시행 당시 86억원을, '수입금공동관리형 준공영제' 도입 기간인 8~12월에는 134억원을 지출함으로써, '수입금공동관리형 준공영제' 전환 이후 시의 재정 부담이 급증하였다. 이와 관련된 내용을 자세히 살펴보려면 '각종 문제' 단락을 참조하도록 한다. 한편, 준공영제 시행 이후 시내버스 사고율은 27% 감소하였다는 보고가 있다.

### 인천시내버스와통합요금제
통합요금제 시행의 연기
수도권 통합요금제의 시행 이전까지 수년 간, 수 차례에 걸쳐 이 제도의 시행이 미루어진 전례가 있으며, 이는 대부분 시 내부 사정에 의한 것이다. 대개 예산 부족이 주된 이유였으며 2009년 9월에는 서울 지하철 9호선의 환승 문제가 공식적인 이유였다. 하지만 인천도시개발공사 가 주관하는, 송도국제도시와 청라지구의 개발, 낙후된 도심을 재개발하는 도심재생사업을 포괄하는 지역 내 개발사업과 더불어, 비록 별다른 이익을 거두지는 못하였지만 시비 250억원이 투입된 인천세계도시축전과 같은 각종 행사 등을 개최해오던 당시 인천시의 대내외적인 상황으로 미루어볼 때 인천시 '집행할 예산 자체가 없었다'는 주장을 그대로 받아들이기에는 무리가 따른다. 비록 과도하게 집행되는 예산으로 재정 상태가 매우 부실한 것은 사실이나, 이와 같은 재정 상태가 지속된 지 수 년이 지난 시점까지 시행을 미루어왔다는 사실에 주목할 필요가 있다. 교통 관련 예산 집행이 미루어지는 가운데 2008년 한 해 특.광역시 행사비 예산 중 인천시의 것이 가장 많았다. 이와 같은 사실은 재정 과다지출 상태가 해를 넘겨 지속되었음을 의미하기도 한다. 이와 같은 이유 이외에도, 기존의 요금체계 하에서 충분히 많은 수입이 발생하는 지선버스업계 측에서는 제도 시행에 극심한 반발 양상을 보이는 등 갖은 압력을 가하였으며 결과적으로 통합환승제 시행 지연에 일조하였다.

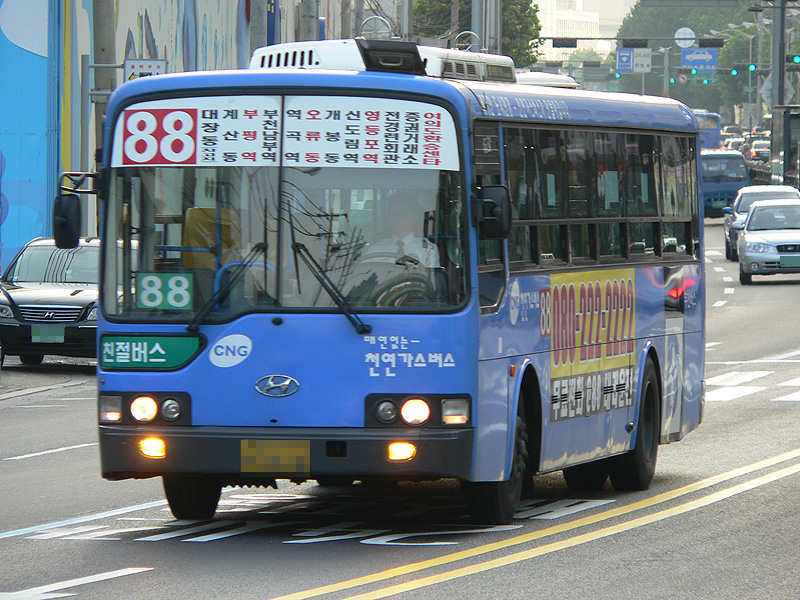
통합요금제로의 편입으로 인해 인천버스와 서울버스, 경기버스, 수도권 전철 간 환승이 가능해졌다. (사진은 경기도 부천시 면허의 88번 버스이다.)

통합요금제 시행에 따른 변화
인천광역시버스준공영제협력협회 가 주축이 되어 시행하고 있는 인천 내에서의 통합요금제 시행에 대해 기존의 인천버스운송사업조합 은 어느 정도의 선을 긋고 있는 형국이지만 제도 시행 후의 각종 지표들은 긍정적이다. 수도권 통합요금제의 시행 이후 1인당 평균 710원의 교통비 절감 효과가 나타났으며 인천버스와 타 지역 교통수단과의 환승 빈도도 무려 10배 가량 늘어난 것으로 조사되고 있다. 이는 인천버스와 경인선을 비롯한 다른 교통수단 간 요금 부담이 줄어듬으로써 과거 한정적이던 대중교통수단의 이용 패턴이 보다 다양하게 변하고 있음을 의미한다. 기존에 통합요금제를 도입, 시행해오던 경기도에서는 2년 동안 교통카드 이용자 비율이 14% 늘어난 바 있다. 이와 같은 실질적인 의미 이외에도 인천의 통합요금제 참여는 인천이 교통 분야에서도 수도권으로 편입되었다는 상징적인 의미 또한 지니고 있다. 요금 정산 방식과 더불어 일부 노선의 기본요금이 조정되었는데, 경우에 따라 요금이 증가하는 존재가 또한 존재하였다. 인천 면허의 버스만 이동하여 장거리 이동을 하는 경우가 주로 여기에 해당되나 '강화군 내의 버스' 단락에서 확인할 수 있듯이, 700번을 이용하여 강화도 내에서 이동을 할 때와 같이, 그렇지 않은 경우에 기존의 배에 가까운 요금이 부과되는 경우가 발생하기도 하였다. 한편 요금 정산 방식이 기존의 인천 방식과 달라 한동안 혼선이 빚어지기도 하였다. 부수적으로 단말기 오류 증상도 드물지 않게 발생하고 있으므로 다소간의 주의가 요구된다. 또한 공항버스의 경우 인천 내에서 이 제도가 시행된 이후 요금상 광역버스와 같은 급으로 조정되었는데, 2010년 2월 25일 공항좌석의 시내구간 요금이 폐지되기 이전에는 시내구간 또는 영종도 구간 내 이용시 환승통행을 할 경우 운전기사가 어린이 요금 조작을 하여 환승이 불가능해지는 경우가 있어 이용자들의 주의가 요구되기도 하였다. 이 문제에 관한 보다 자세한 내용은 '공항버스 환승 문제' 부분을 참조한다.
도서지역 마을버스, 공영버스 통합요금제 참가
도서지역의 마을버스와 공영버스에는 교통카드 단말기가 없어 통합요금제가 적용되지 않았다. 그러나 2010년 5월자로 이들 노선을 운행하는 차량에도 교통카드 단말기가 설치됨으로써, 그 동안 현금으로만 이용이 가능하던 이들 노선에서도 수도권 내 다른 시내버스 노선에서와 마찬가지로 통합요금제가 적용되어 환승할인이 가능해지게 되었다.
통합요금제와 경기시외직행버스
인천을 경유하는 단거리 시외 직행버스들 중 삼화고속에서 운행하는 9800번, 9801번, 9802번, 9900번, 9901번, 9902번의 여섯 노선은 그간 다른 삼화고속 노선들과 마찬가지로 실질적인 광역버스 기능을 수행하고 있으나 환승할인이 되지 않았으며, 이와 관련된 불만이 빈번하게 제기되었다. 인천시 측에서는 2011년 4월 8일 발표한 보도자료를 통해 시외버스로 운행 중인 서울~인천 간 시외버스 노선들을 모두 형간전환시킬 뜻을 내비쳤으며 이와 같은 계획과 맞물려 앞서 언급된 여섯 개의 노선 중 9900번과 9901번을 제외한 모든 노선이 2011년 4월 중에 광역버스로 형간전환되었다. 시에서 발표한 보도자료에는 가장 마지막까지 시외직행으로 남아있던 두 노선을 통합한 후 형간전환시킬 계획 또한 언급되어 있었으며, 결국 해당되는 두 노선은 2011년 6월 1일자로 통합되어 광역버스로 형간전환되었다. 상당히 오랫동안 이러한 문제가 지속되었던 것을 놓고, 이들 노선이 시외 면허로 운행되고 있기 때문이라는 설명이 가능하지만, 삼화고속이 면허 전환 신청을 하지 않은 것이 보다 근본적인 원인이라 할 수 있다. 이와 같이 원인을 한정할 수 있는 것은, 인천시에서는 보도자료 발표 이전에도 형간전환에 호의적이었으며, 서울시에서도 형평성 문제가 있음을 인정한 바 있기 때문이다. 9502번의 경우 최근에 신설된 노선으로서 위에 언급된 노선들과는 상황이 다르다.

## 요금 및 환승체계

### 요금
2009년 10월 10일부터 인천버스도 수도권 통합요금제의 적용을 받게 되었다. 통합요금제 시행으로 인해 교통수단 간의 상호간 이용법 및 요금 정산 방식이 크게 바뀐 것과는 달리, 좌석형 노선을 제외한 각 교통수단의 요금은 2007년 4월 1일 이래로 유지되고 있는 상태다. 인천시내버스의 경우, 대한민국 여객자동차 운송사업법에 규정된 무임 운송 대상과 별도로, 보호자와 동행하는 만 6세 미만의 어린이 세 명까지 무료로 탑승할 수 있다. 또한 청소년, 초등학생 할인은 학년이 아닌, 나이로 적용된다. 만 6세~ 만 12세까지는 소인 요금, 만 13세~만 18세까지는 청소년 요금, 만 19세부터는 대인요금이 적용된다.
예를 들어, 1992년 2월 28일생의 경우 2010년 2월에 고등학교를 졸업하더라도 만 19세가 되는 2011년 2월 28일까지 청소년 요금이 적용된다. 또한 1998년 2월 28일생의 경우 2010년 3월에 중학교에 입학하지만, 만 13세가 되는 2011년 2월 28일까지 소인 요금을 적용받는다. 이는 인천광역시 뿐만 아니라 서울특별시, 경기도가 운영하는 모든 환승 가능한 대중교통수단에서 적용되는 기준으로써 버스 운행사원이나 도시철도 역무원은 이에 반하여 요금 부과를 할 수 없다. 각 유형의 교통수단에서 적용되는 요금은 다음과 같다. 단, 광역급행버스의 괄호 안 요금은 06:30 이전에 초승했을 때 적용되는 요금이다.
| 종류               | 나이                                 | 카드 (원)     | 현금 (원) | 해당 노선                                                      |
| ------------------ | ------------------------------------ | ------------- | --------- | -------------------------------------------------------------- |
| 간선               | 어른 (일반, 만 19세 이상)            | 1,500         | 1,600     | 1~93, 103, 103-1, 111-2, 112, 200번대, 300, 급행(91~99), 무의1 |
| 간선               | 청소년 (중·고등학생, 만 13세 ~ 18세) | 1,050         | 1,100     | 1~93, 103, 103-1, 111-2, 112, 200번대, 300, 급행(91~99), 무의1 |
| 간선               | 어린이 (초등학생, 만 7세 ~ 12세)     | 600           | 600       | 1~93, 103, 103-1, 111-2, 112, 200번대, 300, 급행(91~99), 무의1 |
| 지선 (청라GRT)     | 어른 (일반, 만 19세 이상)            | 1,200         | 1,300     | 순환, 인천e음, 500번대, 701번, 702번                           |
| 지선 (청라GRT)     | 청소년 (중·고등학생, 만 13세 ~ 18세) | 850           | 900       | 순환, 인천e음, 500번대, 701번, 702번                           |
| 지선 (청라GRT)     | 어린이 (초등학생, 만 7세 ~ 12세)     | 500           | 500       | 순환, 인천e음, 500번대, 701번, 702번                           |
| 좌석(타시도)       | 어른 (일반, 만 19세 이상)            | 1,550         | 2,300     | 60-5, 790, 800, 801                                            |
| 좌석(타시도)       | 청소년 (중·고등학생, 만 13세 ~ 18세) | 1,100         | 1,600     | 60-5, 790, 800, 801                                            |
| 좌석(타시도)       | 어린이 (초등학생, 만 7세 ~ 12세)     | 650           | 900       | 60-5, 790, 800, 801                                            |
| 좌석(영종도행)     | 어른 (일반, 만 19세 이상)            | 1,900         | 2,600     | 111, 117, 302, 303, 303-1, 304, 306, 307, 308, 310, 320, 330   |
| 좌석(영종도행)     | 청소년 (중·고등학생, 만 13세 ~ 18세) | 1,200         | 1,800     | 111, 117, 302, 303, 303-1, 304, 306, 307, 308, 310, 320, 330   |
| 좌석(영종도행)     | 어린이 (초등학생, 만 7세 ~ 12세)     | 700           | 1,000     | 111, 117, 302, 303, 303-1, 304, 306, 307, 308, 310, 320, 330   |
| 광역               | 어른 (일반, 만 19세 이상)            | 3,000 (2,400) | 3,000     | 1000번대, 9000번대                                             |
| 광역               | 청소년 (중·고등학생, 만 13세 ~ 18세) | 1,650 (1,320) | 1,650     | 1000번대, 9000번대                                             |
| 광역               | 어린이 (초등학생, 만 7세 ~ 12세)     | 1,200 (960)   | 1,200     | 1000번대, 9000번대                                             |
| 청라~강서 BRT      | 어른 (일반, 만 19세 이상)            | 2,600         | 2,600     | 7700                                                           |
| 청라~강서 BRT      | 청소년 (중·고등학생, 만 13세 ~ 18세) | 1,800         | 1,800     | 7700                                                           |
| 청라~강서 BRT      | 어린이 (초등학생, 만 7세 ~ 12세)     | 1,200         | 1,200     | 7700                                                           |
| M버스 (국토교통부) | 어른 (일반, 만 19세 이상)            | 2,800 (2,300) | 2,900     | M6405, M6439, M6450, M6628, M6724, M6751                       |
| M버스 (국토교통부) | 청소년 (중·고등학생, 만 13세 ~ 18세) | 2,000 (1,600) | 2,100     | M6405, M6439, M6450, M6628, M6724, M6751                       |
| M버스 (국토교통부) | 어린이 (초등학생, 만 7세 ~ 12세)     | 1,600 (1,280) | 1,600     | M6405, M6439, M6450, M6628, M6724, M6751                       |

- 원칙적으로 타지역 노선은 해당 지역의 요금체계를 따른다.

### 현재의 환승체계
2009년 10월 10일 인천이 수도권 통합요금제에 편입되기 이전에는 인천 고유의 환승 체계가 적용되었는데, 광역버스를 제외한 일반 시내버스와 상호간 요금의 일부가 할인이 되었던, 인천지하철을 제외한 수도권의 다른 교통수단과 환승이 되지 않아 시민들의 불편이 큰 편이었다.
아래는 인천광역시의 일부 노선에서 시행하고 있는 거리비례 요금에 대한 표이다. 다른 노선은 단독 통행 시 기본 요금만을 징수한다.
| 유형                    | 기본운임 | 기본거리 | 추가운임     | 비고                                                           |
| ----------------------- | -------- | -------- | ------------ | -------------------------------------------------------------- |
| 좌석버스(60-5, 800)     | 1,350    | 10 km    | 100원 / 5 km | 40 km까지만 거리비례 추가 요금이 징수되어 최대 운임은 2,050원. |
| 좌석버스(영종·인천공항) | 1,650    | 10 km    | 100원 / 5 km | 40 km까지만 거리비례 추가 요금이 징수되어 최대 운임은 2,350원. |
| M버스                   | 2,600    | 30 km    | 100원 / 5 km | 60 km까지만 거리비례 추가 요금이 징수되어 최대 운임은 3,300원. |

통합요금제 시행 이전에는 승차 후 60분 이내였던 데 반해 현재는 수도권의 다른 자치단체 소속의 차량과 마찬가지로 하차 후 30분 이내 환승이 인정된다. 단, 하차 시각이 21시~익일 07시인 경우에는, 즉 엄밀하게는 하차 단말기의 시각이 21:00:00부터 06:59:59까지인 시점에는 60분 이내에 환승이 인정된다. 인천시내버스의 거리비례제 적용 방식은 서울특별시의 시내버스와 동일하다. 단독 통행시에는 기본요금만 부과되므로, 이 때는 내릴 때 교통카드를 단말기에 찍고 내리지 않아도 되지만, 둘 이상의 노선 또는 교통수단을 연달아 환승하여 이용할 때에는 내릴 때 교통카드를 단말기에 반드시 찍고 내려야 하며, 그렇게 하지 않았을 때는 다음 교통수단 이용 시 직전 교통수단의 기본요금에 해당하는 금액이 페널티로 부과된다. 같은 번호의 버스를 다시 이용하는 경우에 할인 혜택이 주어지지 않는 것은 서울·경기도 차적의 시내버스에도 적용되는 내용이지만, 다인승 환승시 승차인원만큼 널티가 부과되는 것은 인천 시내버스에만 적용되므로, 인천버스를 이용할 때에는 유의할 필요가 있다. 다른 운임을 징수하는 노선을 환승하여 이용할 때는 비싼 운임의 노선 요금제를 적용한다.
삼화고속에서 운행하는 9800번대와 9900번대 버스가 과거에 그러하였듯이, 시외버스의 경우 외형상 광역버스와 비슷하더라도 환승할인이 적용되지 않는다. 한편, 공항좌석의 경우 시내 이동시 현금과 카드 모두 1,000원으로 이용이 가능하였으나 2010년 2월 25일부로 폐지되었다. 시외버스와 공항좌석 간의 환승 할인 문제에 관해서는 '각종 문제' 단락을 참조하도록 한다. 또한 통합요금제 시행과 동시에 기존 좌석 노선들의 운임이 조정되었는데, 조정 내용은 다음과 같다.
| \| 유형 \| 노선번호 \| 운행구간 \| 기본요금 (조정 이전) \| 최대요금 (조정 이전) \| 통합요금 \| 비고 \| \| ---------- \| ------------- \| ----------------------- \| -------------------- \| -------------------- \| -------- \| ----------------------------------------------------------------------------------------- \| \| 간선버스 \| 111-2번 \| 동춘동~서부공단 \| 950원 \| 950원 \| 900원 \| 111번의 구간 노선 \| \| 간선버스 \| 112번 \| 동춘동~송림고가교 \| 950원 \| 950원 \| 900원 \| \| \| 시내좌석 \| 103번/103-1번 \| 해당 노선 페이지 참조 \| 950원 \| 950원 \| 950원 \| \| \| 시내좌석 \| 780번 \| 송도국제도시~김포공항 \| 950원 \| 1,800원 \| 950원 \| 요금상 시내좌석으로 분류 \| \| 시내좌석 \| 780-1번 \| 인천대학교~주안역 \| . \| . \| 950원 \| \| \| 시외좌석 \| 300번 \| 원창동~여의도 \| 950원 \| 1,800원 \| 1,700원 \| 서울의 광역노선 또는 경기도의 직행좌석과 동급 \| \| 시외좌석 \| 790번 \| 용현동~영흥도 \| 1,100원 \| 2,100원 \| 1,700원 \| 서울의 광역노선 또는 경기도의 직행좌석과 동급 \| \| 시외좌석 \| 800번 \| 인천TR~강화터미널 \| . \| . \| 2,200원 \| 2011년 6월 14일 신설 \| \| 공항좌석 \| 111번 \| 십정동~인천공항 \| 950원 \| 3,900원 \| 2,200원 \| 2009년 10월 23일 단축 관련안내문[깨진 링크(과거 내용 찾기)] \| \| 공항좌석 \| 302번 \| 송내역~왕산해수욕장 \| 950원 \| 3,900원 \| 2,200원 \| \| \| 공항좌석 \| 303번 \| 십정동~인천공항 \| . \| . \| 2,200원 \| 2009년 10월 23일 신설운행 관련안내문[깨진 링크(과거 내용 찾기)] 일부 일반좌석급 차량 투입 \| \| 공항좌석 \| 305번 \| 송도국제도시~공항신도시 \| . \| . \| 2,200원 \| 2009년 12월 1일 신설운행[92] 2010년 5월 1일 303번에 통합 \| \| 공항좌석 \| 306번 \| 인천역~왕산해수욕장 \| 950원 \| 3,900원 \| 2,200원 \| \| \| 공항좌석 \| 308번 \| 김포시~인천공항 \| 950원 \| 4,500원 \| 2,200원 \| 일부 일반좌석급 차량 투입 \| \| 공항좌석 \| 710번 \| 계산역~화물터미널 \| 950원 \| 2,100원 \| 2,200원 \| \| \| 공항좌석 \| 301번 \| 영등포역~인천공항 \| 950원 \| 5,400원 \| 기존운임 \| 통합요금제 미적용 2009년 10월 23일 폐선 관련안내문[깨진 링크(과거 내용 찾기)] \| \| 공항좌석 \| 307번 \| 검단~인천공항 \| N/A \| N/A \| N/A \| 파행운행으로 폐선 \| \| 공항리무진 \| 8100번 \| 송도국제도시~인천공항 \| 8,000원 \| 8,000원 \| 기존운임 \| 2009년 11월 22일 폐선 \| |               |                         |                      |                      |          |                                                                |
| * 성인 교통카드 기준 요금. |               |                         |                      |                      |          |                                                                |
| 유형 | 노선번호      | 운행구간                | 기본요금 (조정 이전) | 최대요금 (조정 이전) | 통합요금 | 비고                                                           |
| 간선버스 | 111-2번       | 동춘동~서부공단         | 950원                | 950원                | 900원    | 111번의 구간 노선                                              |
| 간선버스 | 112번         | 동춘동~송림고가교       | 950원                | 950원                | 900원    |                                                                |
| 시내좌석 | 103번/103-1번 | 해당 노선 페이지 참조   | 950원                | 950원                | 950원    |                                                                |
| 시내좌석 | 780번         | 송도국제도시~김포공항   | 950원                | 1,800원              | 950원    | 요금상 시내좌석으로 분류                                       |
| 시내좌석 | 780-1번       | 인천대학교~주안역       | .                    | .                    | 950원    |                                                                |
| 시외좌석 | 300번         | 원창동~여의도           | 950원                | 1,800원              | 1,700원  | 서울의 광역노선 또는 경기도의 직행좌석과 동급                  |
| 시외좌석 | 790번         | 용현동~영흥도           | 1,100원              | 2,100원              | 1,700원  | 서울의 광역노선 또는 경기도의 직행좌석과 동급                  |
| 시외좌석 | 800번         | 인천TR~강화터미널       | .                    | .                    | 2,200원  | 2011년 6월 14일 신설                                           |
| 공항좌석 | 111번         | 십정동~인천공항         | 950원                | 3,900원              | 2,200원  | 2009년 10월 23일 단축 관련안내문                               |
| 공항좌석 | 302번         | 송내역~왕산해수욕장     | 950원                | 3,900원              | 2,200원  |                                                                |
| 공항좌석 | 303번         | 십정동~인천공항         | .                    | .                    | 2,200원  | 2009년 10월 23일 신설운행 관련안내문 일부 일반좌석급 차량 투입 |
| 공항좌석 | 305번         | 송도국제도시~공항신도시 | .                    | .                    | 2,200원  | 2009년 12월 1일 신설운행 2010년 5월 1일 303번에 통합           |
| 공항좌석 | 306번         | 인천역~왕산해수욕장     | 950원                | 3,900원              | 2,200원  |                                                                |
| 공항좌석 | 308번         | 김포시~인천공항         | 950원                | 4,500원              | 2,200원  | 일부 일반좌석급 차량 투입                                      |
| 공항좌석 | 710번         | 계산역~화물터미널       | 950원                | 2,100원              | 2,200원  |                                                                |
| 공항좌석 | 301번         | 영등포역~인천공항       | 950원                | 5,400원              | 기존운임 | 통합요금제 미적용 2009년 10월 23일 폐선 관련안내문             |
| 공항좌석 | 307번         | 검단~인천공항           | N/A                  | N/A                  | N/A      | 파행운행으로 폐선                                              |
| 공항리무진 | 8100번        | 송도국제도시~인천공항   | 8,000원              | 8,000원              | 기존운임 | 2009년 11월 22일 폐선                                          |

### 과거의 환승체계
과거에는 인천의 수도권 통합요금제 불참으로 인천 내에서만 통용되는 고유의 환승 제도가 시행되고 있었으나, 그 체계가 서울이나 경기도보다 압도적으로 복잡했다. 서울특별시의 시내버스 또는 경기도의 시내버스 문서와 비교함으로써 그 차이를 확인해볼 수 있다.
- 1회 승차시 기본요금 적용 / 환승은 최초교통수단 포함 5회까지 가능
- 승차 이후(엄밀히 말하면 이전 교통수단의 단말기 접촉 이후) 1시간 경과 시까지 환승 인정
- 하위 교통수단으로의 환승은 무료, 상위 교통수단으로는 차액 지불

위의 항목들에서 기존의 서울과 경기도에서 시행해오고 있던 요금제와 구별되는 몇 가지 특징적인 사항들을 확인할 수 있다. 수도권 내 다른 지역과 달리, 승차 기준으로 1시간 이내에 직전 교통수단 요금과의 차액만을 고려하여 요금이 부과된다는 점이 이 중 하나였으며, 환승 인정범위가 제한적이었다는 점 또한 상이한 내용 중 하나였다. 각 경우를 조금 더 자세히 기술하면 다음과 같다.
- 승차 기준 1시간 이내 : 광역버스의 경우 탑승시간 및 환승시간이 대개 1시간을 초과하게 된다. 따라서 광역버스 이용 후 시내버스를 이용하고자 할 때, 하차 태깅을 하지 않아도 되는 다른 경우와는 대조적으로 반드시 하차 태깅을 해야 환승이 인정되었다.
- 직전 교통수단 요금과의 차액만을 고려 : 이 때문에 최상위 교통수단, 최하위 교통수단, 하위 교통수단 순으로 이용할 경우 마지막 시점에 최하위 교통수단과 하위 교통수단 간의 차액이 추과로 부과되었다. 이는 위계가 다른 교통수단으로 이동할 때 최상위 교통수단으로 전 구간을 이동한 것으로 보고 요금을 부과하는 현재와 대조적이다.
- 제한적인 환승할인 인정범위 : 인천시의 수도권 통합요금제 불참으로 인해 서울·경기도버스~인천버스 간 환승할인이 적용되지 않았을 뿐만 아니라, 인천시내버스~경인선 간에도 환승할인이 적용되지 않았으며, 특히 인천광역버스의 경우 경인선 뿐만 아니라 인천지하철과도 환승할인이 적용되지 않았다. 이와 같은 제약은 경인선이 인천을 동서로 가로지르고 있으며 서울·경기로의 유동 인구가 많은 점을 감안할 때 통합요금제가 시행될 때까지 불편한 점으로 남게 되었다.
- 다인승 환승할인 불가 : 다인승 환승할인이 불가능하였으며, 이와 같은 제약은 위에 언급된 다른 항목들과 달리 수도권 통합요금제 시행 이후에도 여전히 유효하게 남아 있다.[91] 이는 서울·경기도 차적의 시내버스를 이용할 경우 동일 인원이 동일 목적지까지 가는 경우에 한해 다인승 환승할인이 인정되는 것과 대조적이다.

이 밖에 인천버스~인천지하철 간 환승시 전액이 아닌 50%만 할인되었으며 인천시내버스에서 인천광역버스로 환승시 500원만 할인되었다는 점도 특징적이라 할 수 있다. 특히 부분적으로 할인이 이루어진 사실은 지하철 환승이 무료인 김포 81번과 부천 88번이 운행하는 곳에서는 승객 쏠림 현상이 일어나게 한 원인으로 작용하기도 하였다.

### 환승할인 미적용 교통수단

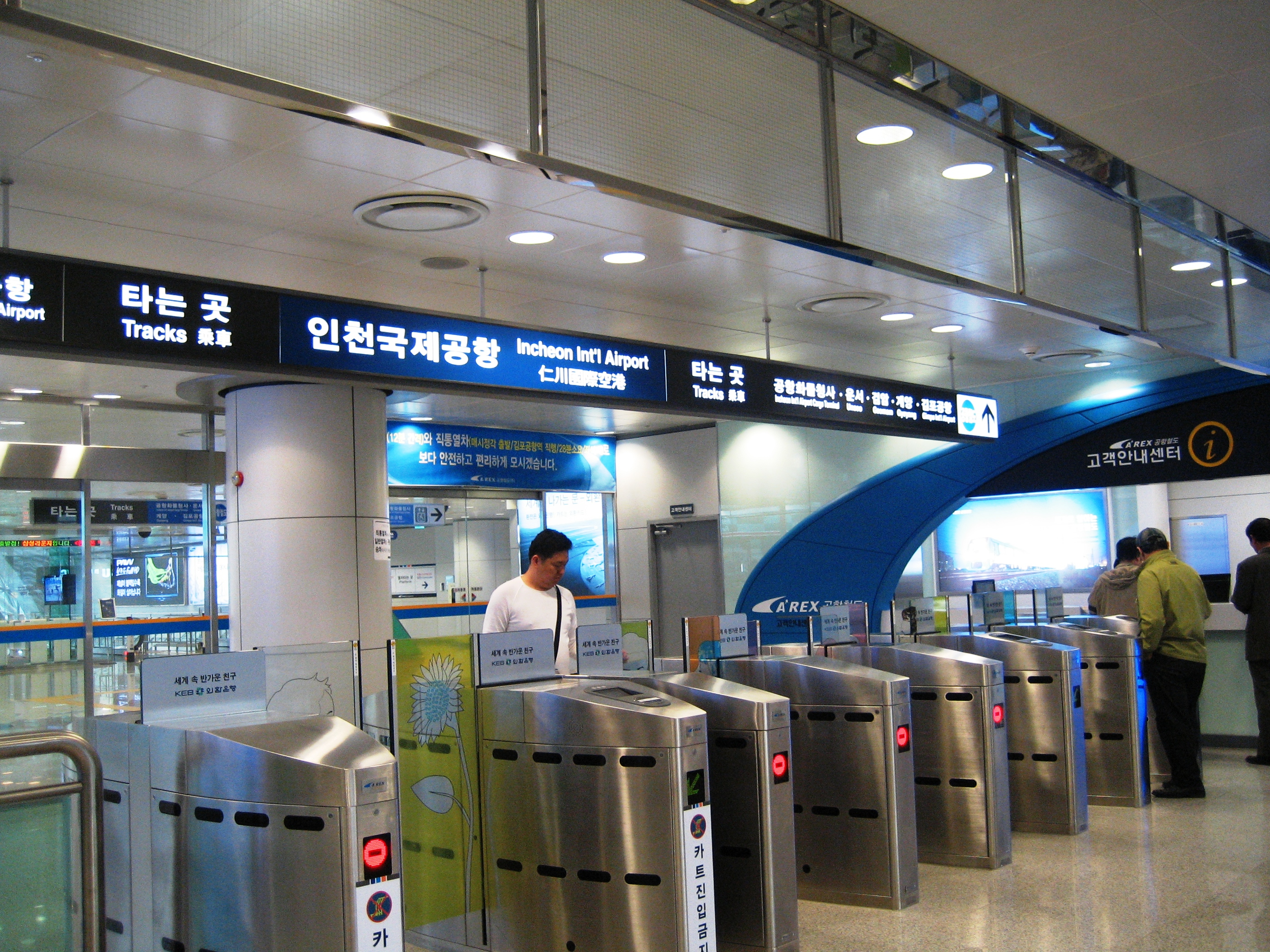
공항철도의 인천국제공항역. 2010년 12월 28일까지는 인천버스와 공항철도 간 환승할인을 받을 수 없었다.

- 수도권 통합요금제의 범주 바깥에 있는 타 지역 공항버스와 경기시외직행버스는 인천시내버스와 환승할인이 불가능하다. (예: 인천~의정부, 인천~파주, 인천~성남, 인천~수원, 인천~안산 등)
- 영흥도 공영버스 또한 통합요금제의 적용을 받지 못하며, 따라서 이 지역을 지나는 790번 시내버스 등 다른 수도권 내 교통수단과 환승할인이 불가능하였으나 시에서 8,700여만원의 예산을 투입하여 단말기를 구입하고 환승할인 보조금을 지급함에 따라 2010년 5월 1일부터 환승할인이 가능해지게 되었다. 영흥도 공영버스에 관한 보다 자세한 설명은 '옹진군 내의 버스' 부분에서 확인할 수 있다.
- 인천국제공항철도 : 종전에는 별도의 운임체계를 적용하였고 환승할인을 받을 수 없었으나, 2010년 12월 29일 인천국제공항철도 2단계 개통과 동시에 내륙 구간인 서울역~검암역 구간은 통합요금제에 편입되어 환승할인이 가능해졌다.[93] 2014년 6월 21일 청라국제도시역이 개업하면서 내륙 구간이 청라국제도시역까지 연장되었다. 한편, 영종역, 운서역, 공항화물청사역, 인천국제공항역 구간은 할인 혜택 없이 종전의 운임체계가 적용된다. 인천 중구 지역 주민들로 구성된 '바른 사회를 위한 시민연대'는 '한 회사가 운영하는 한 철도 구간에서 이중 잣대의 요금제를 시행해 국민의 기본권리를 침해하고 있다'며 거세게 반발하였으나 코레일 측은 이에 대해 '운임 수입이 줄어들어 운영 적자에 대한 국가 부담금이 늘어날 것'이라며 난색을 표하고 있다.[94]

## 위치정보확인 및 버스정보관리시스템

### 버스도착 정보 서비스
2008년 4월 1일부터 인천 면허의 시내버스에 대해서도 버스도착 정보 서비스가 실시되고 있으며, 휴대폰 ARS 뿐만 아니라, 인터넷, 휴대폰 단문메시지, PDA 등으로도 도착정보를 확인할 수 있다. 이 중 013 번호를 통한 문자메시지 안내는 수도권 내의 다른 자치단체에서는 서비스되지 않는 인천 고유의 서비스 기능이다. 각 세부적인 서비스의 이용 방법은 다음과 같다.
- 모바일서비스와 문자메시지 및 음성안내[깨진 링크(과거 내용 찾기)] : 359#00 WINC 도메인을 이용하거나 모바일 URL을 직접 이용해 버스의 위치 정보를 확인할 수 있다. 또한 수신자를 013-3366-0359로 설정하여 '정류장코드#노선번호'를 메시지 내용으로 하여 위치 정보를 확인할 수도 있다. 예를 들어, 교대역에서 9100번의 위치 정보를 알고 싶을 때, 문자메시지 수신자를 013-3366-0359로 설정한 뒤 문자메시지 내용에 '31013#9100' 을 입력하여 전송하면 된다. 관심 노선 및 정류소를 미리 등록하여 사용하는 푸시(PUSH) 서비스도 제공되고 있다. 1577-0359 ARS 서비스도 제공되고 있는데, 전화 연결 후 안내 멘트에 따라 진행하면 되며, 통화료가 부과된다.
- 각 노선의 경로 및 위치확인 : 버스도착 예정정보[깨진 링크(과거 내용 찾기)] / 노선별 전자지도
- 인천광역시 버스정보관리시스템 : 버스도착 예정정보[깨진 링크(과거 내용 찾기)] / 돌발정보검색[깨진 링크(과거 내용 찾기)] / 노선 및 정류소검색[깨진 링크(과거 내용 찾기)] / 빠른길검색[깨진 링크(과거 내용 찾기)]

중앙차로 정류소에 별도의 정류소 코드가 부착되어 있는 경기도와 달리, 인천시 코드가 서울 구간 정류소에 붙어있지는 않으며, 이와 같은 정류소 코드는 인천광역시 버스노선 안내 홈페이지에서 확인할 수 있다. 삼화고속에서 운행하는 노선들 중 영등포 노선들이 정차하는 일부 정류소에는 노선도상에 정류소 코드가 기입되어 있다. 한편 강화군 내의 정류소 표지판이 교체됨에 따라 해당 지역에서 강화군내버스가 아닌 인천시내버스 또는 경기도 시내버스의 위치 정보를 확인하려면 각 자치단체의 버스노선 안내 홈페이지에서 미리 확인하거나 무선인터넷을 이용해야 한다. 해당 지역의 정류소 표지판에는 군내버스와 관련된 일곱 자리 정류소 코드와 해당 정류소를 통과하는 군내버스의 노선 번호만 기입되어 있다. 이 지역을 통과하는 60-2번, 70번, 700번 버스와 같은 인천시내버스와 강화교통에서 운행하는 강화군내버스 노선에 대한 위치정보 안내에 이용되는 ARS 번호는 같으나, 부여된 정류소 코드 번호는 다르다. 2010년 6월 5일 기준으로 군내버스 노선의 운행 정보와 관련된 일곱 자리 정류소 코드는 ARS 서비스 상에서 잘못된 정류소 코드로 인식되어 정상적인 활용이 불가능한 상태다.
한편 수도권 광역버스정보시스템(BIS)의 구축에 따라 2010년 7월 1일부터 지역 간을 운행하는 인천시 면허의 시내버스 노선들의 운행 정보를 서울 및 경기도 버스정보안내시스템에서도 확인할 수 있게 되었다. 해외에서는 Bus Information System의 약자인 BIS 대신에, Passenger Information (Display) System의 약자인 PIDS라는 용어가 통용되는 것으로 여겨지지만, 각종 주석에서 확인할 수 있듯이, 대한민국 내에서는 이와 같은 의미를 지니는 용어로써 BIS가 가장 널리 쓰이며, 이 문서에서도 이 용어를 사용하였다.

### 수도권 광역버스정보시스템 구축 사업
인천시와 서울시, 경기도 공통으로 해당되는 사항으로 버스도착 안내기와 관련하여, 타 시도 면허 차량의 운행 정보가 문제가 있으며, 이를 보완하는 차원에서 수도권 교통본부(본부장 김창규)의 주도로 수도권 3개 시/도의 버스정보 시스템의 연계가 진행 중에 있다. 인천시에서는 이를 위해 2009년 12월 26일과 12월 27일 양일간 서버 변경 및 하드웨어 증설 작업을 벌인 바 있으며, 이와 별도로 2009년 말 새로운 형태의 정보안내단말기를 설치하였다. 인천 구간의 수도권 BIS 구축사업은 2010년 4월 마무리된다. 2010년 5월 당시 이와 같은 형태의 정보안내단말기를 기준으로 정식 가동일자는 5월 23일인 것으로 기재되어 있었으며, 현재는 타 시도 면허의 버스 노선의 운행 정보도 연계되어 표시되고 있다. 한편 국토해양부와 인천시에서는 수도권 광역버스정보시스템의 연계 및 구축 사업을 완료하여 2010년 6월 1일부터 운영에 들어간다고 밝혔으며, 이에 따라 시에서 30억 7,800만 원을 들여 구축한 196개 안내기는 이 시점부터 가동되었다. 이에 따라 타 시도 면허 노선들의 운행정보를 알기 위해 해당 시도의 버스정보 시스템을 조회하지 않아도 서울과 인천, 경기도 면허의 시내버스 운행정보를 전광판과 휴대전화 등에서 모두 확인할 수 있게 되었다. 역으로 2010년 7월 1일부터 인천 면허 시내버스 노선의 운행 정보를 서울 또는 경기도에서 관할하는 정류소에 설치된 전광판으로 확인할 수도 있게 되었다.

## 노선 목록 및 운행업체
- 노선 목록 : 각 노선의 경로 및 위치 확인은 다음 버스도착 예정정보[깨진 링크(과거 내용 찾기)] / 노선별 전자지도에서 가능하다. 인천광역시 면허의 노선들의 목록 및 이들 노선에 관한 자세한 정보를 확인하려면 인천광역시의 시내버스 노선 목록 문서를 참조한다. 강화군 지역을 운행하는 노선들에 관한 보다 자세한 정보는 강화군의 시내버스 문서 또는 '강화군 내의 버스' 단락을 참조한다.
- 운행업체 :

다음은 2024년 7월 기준 인천광역시에 면허를 가진 업체 현황이다.
| 운행업체              | 보유 노선                                                      | 등록 대수    | 등록 대수 | 등록 대수 | 등록 대수 | 등록 대수 |
| --------------------- | -------------------------------------------------------------- | ------------ | --------- | --------- | --------- | --------- |
| 운행업체              | 보유 노선                                                      | 총 보유 대수 | 일반형    | 중형      | 좌석      | 예비차량  |
| 강인교통              | 302, 302B, 303, 303-1, 304                                     | 56           | -         | -         | 51        | 6         |
| 강인여객              | 91, 103, 103-1, 223, 223A                                      | 67           | 5         | -         | 63        | 8         |
| 강화교통 (선진)       | 17, 60-2, 70, 800, 801                                         | 46           | 30        | -         | 8         | 3         |
| 공영급행 (선진)       | 904, 905, 907, 909                                             | 59           | -         | -         | 51        | 8         |
| 대한여객 (선진)       | 904-1                                                          | 12           | -         | -         | 12        | -         |
| 대인교통              | 320, 6-1, 515, 515-1, 561, 574                                 | 56           | 17        | 34        | -         | 5         |
| 도영운수              | 35, 65, 65-1, 523                                              | 57           | 42        | 13        | -         | 2         |
| 동화운수              | 2, 2-1, 10, 45                                                 | 106          | 103       | -         | -         | 3         |
| 마니교통              | 1000, 1400, 1500, 1501, 9500                                   | 61           | -         | -         | 61        | -         |
| 미래교통              | 111, 111-2, 117                                                | 46           | 41        | -         | -         | 5         |
| 부성여객              | 33, 36                                                         | 62           | 60        | -         | -         | 2         |
| 부일운수              | 11, 24-1, 67, 67-1                                             | 47           | 42        | -         | -         | 5         |
| 논현버스              | 740                                                            | 2            | -         | 2         | -         | -         |
| 삼성여객              | 506, 557, 562, 568, 569, 570, 582, 584, 587                    | 50           | -         | 47        | -         | 3         |
| 삼일여객              | 522, 585, 591, 591-1, 592                                      | 50           | -         | 48        | -         | 2         |
| 삼환교통              | 4, 14, 14-1, 23, 25, 62, 63, 79, 320                           | 107          | 100       | -         | -         | 7         |
| 삼환여객              | 533, 534                                                       | 18           | 9         | 7         | -         | 2         |
| 삼환운수              | 510, 531, 532, 540, 566, 567                                   | 56           | -         | 48        | -         | 8         |
| 선진상운 (선진)       | 3000                                                           | 8            | -         | -         | 8         | -         |
| 선진여객 (선진)       | 72, 80, 87, 300, 595, 9300                                     | 100          | 18        | 44        | 35        | 3         |
| 성민버스              | 3-2, 9, 16, 511, 512                                           | 63           | 58        | 1         | -         | 4         |
| 성원운수              | 535, 535-1, 536, 537, 538, 539                                 | 57           | -         | 50        | -         | 7         |
| 세원교통              | 521, 551, 586, 588                                             | 43           | -         | 40        | -         | 3         |
| 송도버스 (선진)       | 8, 16-1                                                        | 61           | 58        | -         | -         | 3         |
| 시영운수              | 15, 28, 28-1, 29, 721                                          | 89           | 86        | -         | -         | 3         |
| 신강교통              | 790, 1100, 1101, 1601, 9501, 9802                              | 51           | -         | -         | 50        | 1         |
| 신동아교통 (선진)     | 1, 66, 516, 518, 520, 1200                                     | 75           | 45        | 13        | 10        | 7         |
| 신화여객              | 34, 37, 526, 552, 553, 555                                     | 51           | 31        | 17        | -         | 3         |
| 신흥교통              | 13, 13-1, 13-2, 46, 517, 519                                   | 74           | 66        | 4         | -         | 4         |
| 영종운수              | 42, 42-2, 81, 82 201, 202, 203, 206, 221, 222, 903             | 111          | 103       | -         | -         | 8         |
| 원진운수              | 6, 6-2, 22                                                     | 45           | 33        | 9         | -         | 3         |
| 인강여객 (선진)       | 9100, 9200, 9201                                               | 62           | -         | -         | 61        | 1         |
| 인천교통공사          | 41, 42, 43, 47, 701, 702, 7700                                 | 46           | -         | 40        | -         | 6         |
| 인천선진교통 (선진)   | 12, 75, 76                                                     | 55           | 45        | 7         | -         | 6         |
| 인천스마트            | 5, 5-1, 20, 21, 21-1, 27, 38                                   | 68           | 65        | -         | -         | 3         |
| 인천제물포교통 (선진) | 30, 75, 78                                                     | 54           | 50        | 1         | -         | 3         |
| 천지교통              | 780, 780-1, 780-2, 908, 1300, 1301, 1302, 2500                 | 51           | -         | -         | 75        | 9         |
| 청라교통              | 7-1, 112, 306, 307, 308                                        | 54           | 50        | -         | -         | 4         |
| 청룡교통              | 40, 41, 41-1                                                   | 44           | 41        | 1         | -         | 2         |
| 태양여객              | 760, 760-1, 770, 770-1, 556, 558, 563, 565, 571, 581, 583, 590 | 91           | 14        | 69        | -         | 8         |
| 하이버스              | 754                                                            | 13           | 13        | -         | -         | -         |
| 해성운수              | 24, 513, 514-1, 530, 559, 560, 564, 564-1, 564-2, 579, 593     | 68           | 25        | 37        | -         | 6         |

각 업체의 세부정보에 관한 내용은 해당 업체의 페이지를 참조한다.
- 다른 시/군 면허의 운행업체 : 인천광역시 관할 지역을 운행하는 다른 시/군 면허의 운행업체로는 고양 면허의 고양교통, 명성운수, 신성운수, 광명 면허의 화영운수, 광주 면허의 경기고속과 대원고속, 김포 면허의 강화운수, 김포운수, 선진버스, 부천 면허의 소신여객, 부천버스, 성광운수, 안산 면허의 경원여객과 태화상운, 서울 면허의 공항리무진, 항공종합서비스, 서울공항리무진, 한국도심공항 등이 있다. 이들 목록에는 강화도 방면 노선과 인천국제공항 이용 승객을 취급하는 노선들을 운행하는 업체들이 포함되어 있다.

| 노선 면허지 | 노선 번호 |
| ----------- | --- |
| 서울특별시  | 6001, 6002, 6003, 6004, 6005, 6006, 6008, 6009, 6010, 6011, 6012, 6013, 6014, 6015, 6016, 6017, 6018, 6019, 6020, 6030, 6100, 6101, 6103, 6200, 6300, 6701, 6702, 6703, 6704, 6705, 6707A, 6707B, N6000, N6001 (공항) |
| 고양시      | 96(강화), 3300(공항) |
| 광명시      | 3001, 3002 |
| 광주시      | 3200(공항) |
| 김포시      | 따복1, 60, 81, 81-1, 88(강화), 90, 90-1, 841, 1002, 1004, 9000(공항) |
| 부천시      | 16, 20, 53, 59-1, 88, 96-1 |
| 안산시      | M6410 |
| 시흥시      | 16 |

## 강화군 내의 버스
강화도 내에는 그 특성에 맞게 여러 종류의 시내 또는 마을버스들이 운행하고 있다. 기존에는 다양한 시외버스 노선들도 운행되어 왔으나 2010년 4월 30일 기존에 시외직행 노선으로 운행되었던 신촌직행 노선의 형간전환을 끝으로 모두 사라지게 되었다.
현재 강화군 지역을 운행하는 노선들 중 강화마을버스와 소수의 시외버스 노선들을 제외한 전 노선이 환승 할인이 가능한 상태이며, 이들 노선들은 인천시 면허와 경기도 면허의 버스들로 나누어볼 수 있다. 인천시내 면허의 노선으로는 700번 좌석버스, 60-2번, 70번 시내일반(간선) 노선과 강화군내버스가 있다. 강화군내버스의 관리는 시에서 강화군청 측에 위임하여 현재 강화군청 경제교통과 보관됨 2013-10-05 - 웨이백 머신 가 담당하고 있으나 크게는 이들 역시 인천시 면허에 속하는 노선들이다. 경기도 면허의 노선으로는 시내일반노선인 8번, 88번, 90번, 96번이, 직행좌석노선으로는 3000번과 3100번이 있다. 96번을 제외한 모든 노선은 2009년에서 2010년 사이 기존의 김포시 종점 노선이 연장되거나 시외 면허 노선들이 형간전환된 것들이다. 영등포와 강화터미널을 오가던 1번은 2010년 7월 1일부로 88번과 통합되었으며, 80번은 2010년 7월 19일부로 운행을 중지한 상태다. 330번은 2010년 7월 31일까지만 운행하는 것으로 알려져 있다. 언급된 노선 이외에 강화마을버스도 운행되고 있다.
- 인천광역시 소속 시내버스 노선 : 인천 방식의 통합형 요금 징수기가 설치되어 있는 차량의 노선이 이에 속한다. 넓은 범위에서는 이들 노선 모두 인천광역시의 시내버스에 속하지만, 이들 중 강화군내버스는 인천광역시청이 아닌 강화군청 경제교통과에서 담당하며, 인천광역시청에서는 그 외의 노선인 60-2번과 70번, 700번만을 직접 관리한다.
- 경기도 소속 시내버스 노선 : 현재 강화군에 진입하는 경기도 시내버스 노선들 중 대부분은 과거에 김포대학이 종점이었거나 시외 면허로 운행하던 노선들이다. 안덕수 군수를 비롯한 군청 관계자들이 국토해양부 관계자들을 설득하는 등의 노력으로 여객자동차 운수사업법 시행규칙 제8조에 의해 시내버스 노선들에 적용되는 시계외 30 km 거리 제한을 강화 지역에 한해 해제함으로써 경기도 노선들의 연장 또는 형간 전환이 가능해졌으며,[105] 실제로 2009년과 2010년에 걸쳐 이들 노선들에 대한 산발적인 조정이 이루어졌다.

인천터미널과 강화서문 구간을 오가는 700번 좌석버스. 통합요금제로의 편입 이전에는 구간 요금을 징수하였다.
김포 90번 시내버스. 과거에는 시외직행버스로 운행되었다.

## 옹진군 내의 버스
8개의 위원회가 옹진군 7개 면의 공영버스를 운행하고 있다. 직접 육지로 연결되는 도로가 없는 경우가 대부분이기 때문에 이들 버스는 여객선의 도착 시각에 맞추어서 운행된다. 한정면허의 형태로 운행되고 있는 영종도(중구 영역)나 군내버스의 운영을 전담하는 업체가 있는 강화군과는 달리 공영버스의 운영을 전담 또는 위탁하는 업체가 없기 때문에 차량의 이용과 관련해서는 옹진군청 측에 문의해야 한다.

### 영흥도 공영버스
장경리 방향, 선재리 방향, 관내순환의 3개 노선이 운행 중이다. 영흥면농어촌공영버스운영에관한 공고(안)에 따르면, 장경리 방향으로는 일 14회, 선재리 방향으로는 일 4회가 운행되며, 관내를 순환하는 노선은 3회 이상 운행한다. 정류소에 시각표가 게시되어 있으나 운행 여건이 나쁜 경우에는 정류소 도착 시간이 변경될 수도 있다. 과거에는 영흥도 공영버스가 수도권 통합요금제에 들지 않는다는 사실 때문에 이 지역을 오가는 790번 시내버스와는 환승할인이 불가능하였으나, 단말기가 설치됨에 따라 2010년 5월 1일부터 환승 할인이 가능해졌다. 영흥면 농어촌 공영버스의 운행은 2009년 12월 31일까지 신백승여행사가 맡았으나, 2009년 12월 21일 운영위원회의 결정에 따라 2010년 1월 1일부터 그 주체가 영흥면농어촌공영버스운영위원회로 변경되었다. 한편, 면사무소에서는 2009년 1월부터 65세 이상의 노인들에게 무임승차권을 발부하였으나, 공직선거법에 저촉된다는 선거관리위원회의 통보에 의해 2010년 1월 1일부터 6월 30일까지 무임승차권의 사용을 한시적으로 중단하였다. 이에 관한 문의는 옹진군청 지역경제과 또는 영흥면사무소로 할 수 있다.

## 차량 및 요금 관련 정보

### 요금 징수 단말기
국토교통부 면허인 M6405번을 제외한, 인천 번호판을 부착하고 운행하는 차량들의 앞문 쪽에는 통합형 요금징수기가, 뒷문 쪽에는 티머니단말기와 동종인 eB 단말기(KSCC-B100F)가 설치되어 있다. 교통카드 단말기와 현금인식요금함이 통합된 형태의 요금징수기는 2009년 2월 25일 인천형 준공영제가 시행될 즈음 설치되었으며 교통카드와 현금 인식 모두 하나의 기계에서 이루어짐으로써 보다 투명한 운행수입 측정이 가능해졌다. 운행수입 측정 이외에도, 규정 요금보다 적은 금액이 투입되었을 경우 '요금이 부족합니다.'라는 메시지가 나오므로 현금 승차시 부정 승차를 막을 수 있다는 장점이 있지만, 지폐 투입시 승차 시간이 지연된다는 문제점을 안고 있다.
통합요금제 시행 이전에는 승차 기준으로 환승 시간을 계산하였기 때문에 기존에는 뒷문 쪽에 단말기가 없었다. 뒷문 쪽의 단말기 역시 교체되어 현재는 앞문, 뒷문 모두 통일된 규격의 요금 징수 단말기를 사용 중이다.
카드 인식시 효과음
서울과 경기도와 마찬가지로 앞문 하차태그시 '감사합니다'라는 멘트가 출력된다. 과거 청소년카드를 차량 내 단말기에 접촉할 경우 '청소년입니다'라는 멘트가 나왔으며 이것이 청소년의 인권을 침해하고 있다는 문제가 제기되기도 하였다. 이에 서울과 경기 면허 차량에서는 '삐삐' 소리가 크게 울리는 형식으로, 인천 면허 차량에서는 '딩동' 소리가 크게 울리는 형식으로 변화되었다.(다인승 요금설정시에는 카드를 대주세요 출력 -인천통합, 서울신형) 다만, 인천의 경우 서울과 경기도 차량에 비해 비교적 최근인 통합형 요금징수기 설치 이후에 이와 같은 변화가 이루어졌다. 이와 같은 변화와는 별도로 기존승차단말기인 KSCC-B100F(티머니형 이비단말기)에서의 멘트는 기존과 동일하다. (여기서 KSCC는 '한국스마트카드사'를 의미한다.)
하차시 추가요금 문제
인천시 소속의 일부 차량에서는 환승통행시 추가요금이 부과되어야 하는 상황임에도 하차시 추가요금이 0으로 표기되는 문제가 발생하고 있다. 이는 승차 단말기와 하차 단말기에서 공통적으로 일어나는 현상으로, 정상적으로 추가요금이 부과되었으나 표시만 0으로 되었거나 실제로 추가요금이 부과되지 않은 경우 두 가지로 나누어볼 수 있다. 후자의 경우 주로 고속도로 진출 후 첫 번째 정류장 하차시 흔히 일어나는 일로, 하차단말기에 태그하였을 때 고속도로 진입 이전 정류장에서 하차한 것으로 처리가 되는 경우가 대부분이다. 강남역과 계산동을 잇는 노선인 9300번을 이용하여 인천 방향으로 내려올 때, 실제로는 '송내역'에서 하차하였지만 전산상으로는 '선바위역'에서 하차한 것으로 처리되는 경우가 그 예이며, 2010년 1월 경기도 면허로 전환된 9000번에서도 같은 현상이 발생한다는 사실로부터 이와 같은 현상이 인천 내 시스템상의 문제가 아닌 이비 단말기 자체의 문제에 의한 것임을 알 수 있다. 두 경우 모두 해당 교통카드 회사의 홈페이지에 접속하여 승차 위치와 하차 위치를 확인함으로써 오류 여부를 확인할 수 있다. 한편 9000번은 9000-1번으로 변경했으나 2011년 3월 적자로 폐선되었다.

### 차량 안내방송
현재 인천 면허의 모든 노선에서는 차량 안내방송이 이루어지고 있으나, 서울 또는 경기 면허의 시내버스에서 발견되지 않는 문제점이 발견되기도 한다. 양진텔레콤으로 대부분 안내방송 담당 회사가 통일되어 있는 서울 면허의 차량과는 달리 인천 면허의 차량의 경우 운행업체에 따라 서로 다른 안내방송 제작업체의 것을 쓰고 있으며 그에 따라 각 방식의 안내방송이 지니는 특징 또는 문제점도 다양하다.
- 기계음 문제 : 일부 업체의 경우  'SK네트웍스' 라는 회사가 제공하는 안내방송을 사용하고 있다. 과거에 700번 등 선진 계열의 업체 등에서 많이 사용하였으나 지금은 점차 이 업체의 안내방송을 사용하는 업체가 줄어드는 것으로 알려져 있다. 이 형식의 안내방송의 경우 상대적으로 심한 기계음을 내며[109], 앞 좌석에서는 '앞차가 몇 분 전에 통과하였습니다' 등의 멘트가 나오는 것 또한 종종 확인할 수 있다는 점이 특징이다. 강인여객 또는 그 계열의 회사 등지에서 활용했으나 안내방송 업체가 2011년 1월 경 민기획으로 변경되어서 방송중이다.
- 다음 정류소 안내의 부재 : 인천 지역의 노선 중에는 이 외에도  '민기획[깨진 링크(과거 내용 찾기)]'  업체의 안내방송을 사용하는 노선들이 많다. GPS 및 적외선 센서를 이용한 방송이 이루어진다는 것이 특징[110]이며, 이들 노선들의 안내방송에서 흔히 발견되는 부정적인 특징으로는 다음 정류소 안내가 있는 경우보다 없는 경우가 많다는 점과, 서울시내버스와 달리[111] 한국인이 안내방송을 맡고 있는데 따른 발음상의 문제가 있다는 점을 들 수 있다. 인천에서의 영어 안내방송은 2008년 시작되었다.[112]
- 다른 종류의 안내방송 : 삼화고속에서 운행하는 인천 면허 노선의 경우,  '이비 안내방송' 을 사용하는 것으로 알려져 있다. 이들 노선의 안내방송은 형식상 경기도 시내버스 노선에서 일반적으로 활용되는 안내방송과 같거나 유사하다. 근래에는 강화교통에서 운행하는 강화군내버스에도 이와 같은 종류의 안내방송이 활용되고 있다. 한편, 삼환교통과 공영급행이 운영하는 노선들, 영종운수에서 운영하는 903번과 일부 지선버스 업체의 노선들은  '버스티브이'  업체의 안내방송을 사용하기도 한다. 이 업체가 제공하는 안내방송의 경우, 다음 정류소 안내는 모두 이루어지고 있는데 반해 일부 정류소에만 영어 안내방송이 이루어진다는 것이 특징이다.
- 그 밖의 문제 : 이 외에도 일부 노선에서 실시되는 안내방송의 경우, 연수구 연수동 솔안공원 앞에 위치한 같은 정류장을 46번에서는 '대동월드'로, 112번에서는 '솔안공원'으로 안내하는 경우에서 알 수 있듯이, 운행업체마다 다른 회사의 안내방송을 사용하는 등의 이유로 같은 정류장에 정차하는 노선들 간의 정류소 명칭이 다른 경우 또한 존재한다. 과거에는 안내 방송 자체가 누락되는 경우[113] 도 있었으며, 500번대 지선버스의 경우 이와 같은 문제는 여전한 것으로 알려져 있다.

### 천연가스버스
2010년 기준으로 인천 시내를 운행하는 버스 중 89%에 해당하는 2,184대의 차량이 천연가스를 연료로 사용하고 있다. 인천광역시는 2010년 8월 9일 서울 행당역 인근에서 발생한 버스 폭발 사고와 관련하여, 이들 차량에 대한 점검을 8월 중에 실시하기로 하였다. 천연가스버스는 대기질 개선을 위해 지난 2000년에 도입되었으며, 환경부에 따르면 2009년 6월 말에 운행대수가 20,000대를 돌파하였다.

## 시설물 관련 정보

### 버스승강대

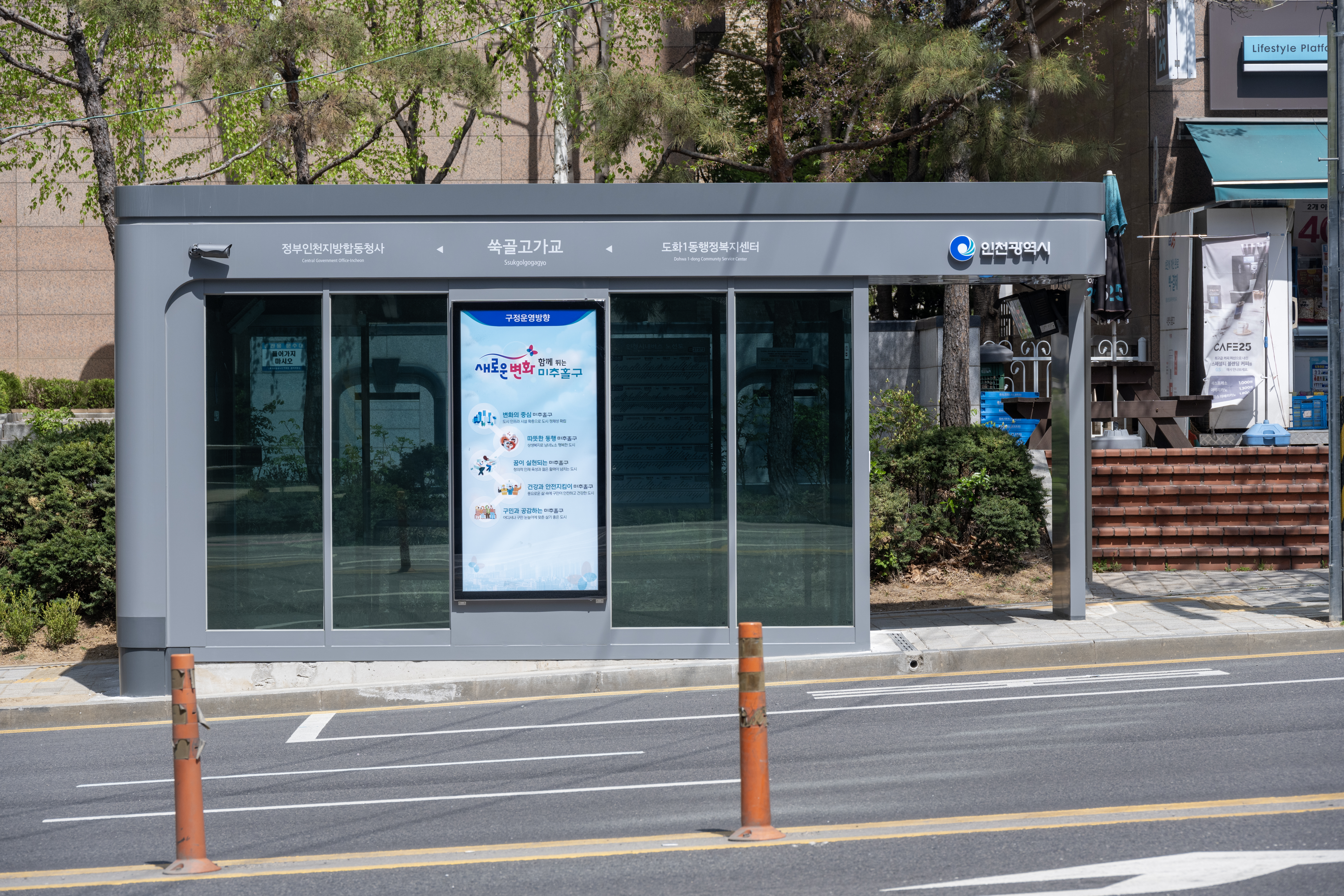
미추홀구의 버스정류장으로 2024년 이후 인천광역시에는 보도와 분리된 새로운 승강대 박스가 새로 설치되었다.

2009년 중 지역에 특화된 규격 외 정류소가 설치되어 있는 송도국제도시를 제외한, 인천시 대부분의 지역에 동일한 규격의 정류소 표지판이 설치되었으나 사진 속에서와 같이 일부 지역에는 구형 표지판이 남아 있는 상태다. 주요 지점만 확인이 가능한 구형 표지판과는 달리, 새로운 표지판에서는 해당 정류소에 정차하는 노선들의 노선도를 확인할 수 있다. 버스승강대의 경우, 전체적으로 인천교통공사에서 설치한 승강대가 주를 이루나 연수구 및 남동구 일부 지역, 송도국제도시 등의 지역에는 고유의 승강대가 세워진 지역도 있다. 기존에는 전체 정류소의 20%에만 승강대가 설치되어 있었으나 2007년 5월 10일 시에서는 2014년 아시아경기대회 이전에 모든 정류소에 승강대를 설치할 계획을 세운 상태이다. 송도국제도시 지역의 표지판은 그 동안 노선 변경 시에도 시설물 정비가 되지 않아 각 운행업체에서 붙인 스티커들이 무질서하게 나열되어 있었으나 2010년 상반기를 전후하여 인천광역시 시설관리공단 측에서 이 지역의 표지판을 정비한 상태이다. 이 지역에 새로 부착된 노선 안내도의 관리 주체는 인천광역시 시설관리공단으로 설정되어 있다.
강화군 지역에서는 700번이 정차하는 곳을 비롯한 일부 정류소를 제외한 대부분의 정류소에 인천시 지역과는 다른 형식의 표지판이 설치되어 있다. 이 지역의 경우, 인천시와 동일한 형식의 정류소는 대부분 강화읍에 집중되어 있다.
2024년 이후 인천광역시의 버스정류장이 새롭게 개편되어 박스형 버스정류장이 도입되고 있다.

### 공영차고지
2006년 10월 17일 인천시에서는 기존의 남동구 장수동에 위치한, 100대 규모의 공영 차고지 이외에 서북권역, 연수권역, 남동권역, 계양권역 4곳에 공영 차고지를 추가로 건설할 계획을 세웠다. 이 중 연수권역의 공영 차고지가 2009년 8월 우선 완공되어 운영 중이며, 이 곳의 운영은 인천교통공사가 맡고 있다. 남동권역 공영 차고지는 진통 끝에 서창2택지 인근에 조성하기로 결정되었으며, 계양권역 공영 차고지는 2011년 완공을 목표로 하고 있다. 한편 북항배후지 인근에 들어설 예정이던 서북권역 공영 차고지는 이 지역을 소유하고 있는 한진과의 갈등으로 인해 건립이 지연되고 있다. 북항배후지의 용도 변경안은 2009년 10월 19일 인천시의회를 통과하였다.

### 버스전용차로
인천광역시 내의 버스전용차로는 주 5일 근무제가 확대됨에 따라 2006년 7월 1일부터 주 5일로 축소 운영되고 있다. 현재 인천광역시 내에서는 중앙버스전용차로가 운영되지 않고 있으나 최근 시에서는 경명대로 등 6개 노선 51.5km에 중앙버스전용차로를 도입할 것을 검토 중에 있다. 인천광역시 내의 버스전용차로에 관한 정보를 보려면 다음 페이지를 참조한다.

### 청라~화곡BRT
2005년 5월에 시범사업으로 선정된 이후, 2005년 8월 21일 수도권교통본부(당시 수도권교통조합)에서는 천호대로 구간과 더불어 인천과 서울 화곡 간을 잇는 간선급행버스체계(BRT) 구축 시범사업 계획을 발표하였다. 당시 설계비 52억 원과 공사비 209억 6,600만 원이 책정되었다. 2006년 1월부터 9월까지 BRT 건설에 대한 예비타당성 조사가 이루어졌으나 2007년 말 인천광역시는 BRT 노선 중간에 가정뉴타운과 가정지구를 연계해 줄 것을 요청하였으며 이에 따라 개통 시기가 크게 지연되었다. 이후 수도권교통본부 측에서는 노선 변경 절차를 거쳐 2009년 11월 9일 인천광역시청에서 '청라~강서간 BRT 시범사업' 기본·실시설계 중간보고회를 열어 BRT 노선의 2010년 착공 계획을 발표하였다. 현재 공사가 진행 중이며 2013년 7월 11일에 1단계 구간이 개통했다.  한편 시에서는 BRT와 인천 1호선이 교차하는 작전역 일대에 대규모 복합환승센터 건립을 추진하고 있다.

## 각종 문제

### 준공영제 예산 문제
시에서 준공영제와 관련하여 상당한 재정적 부담을 겪고 있는 상황은 여러 부분에서 감지할 수 있다. 우선, 시에서는 2011년 7월 기준으로 10월에서 연말까지의 준공영제와 관련된 예산 175억원을 확보하지 못한 상태로 수익이 적은 노선의 감차까지 고려하고 있는 실정이며, 이는 예산 집행 상태에 문제가 있다는 사실을 알려주는 가장 직접적인 근거가 되고 있다. 2010년과 2011년 준공영제 시행을 위해 시에서 책정한 예산은 각각 513억원과 520억원이다. 간선·지선버스 간의 상당한 요금 차이 또한 시에서 해마다 상당한 돈을 적자 보전에 사용하고 있는 사실에 일조하고 있다. 성인 교통카드 기준으로 지선버스의 요금이 간선버스의 2/3에 불과하며 그 때문에 이로 인해 간선버스의 적자가 상당한 수준에 이르고 있는 실정이다. 실제로 인천 시내버스의 1대당 운송 수입은 하루에 33만 8천원으로 전국 최하위를 기록하고 있으며, 시에서는 당시 노선 재조정과 요금 인상을 검토한 바 있다. 2011년 7월 1일부터 민주노총 공공운수노조 산하 5개 버스회사 노조원들이 6월 25일부터 3일간 한시적으로 파업을 실시한 것도 시의 열악한 재정 상황과 무관하지 않다. 삼화고속 노동자들은 7월 8일부터 3일간 파업을 다시 실시하였는데, 10년 간 임금인상이 없었던 것이 파업의 직접적인 원인이었지만 이들의 요구 사항 중에는 간선·지선간 임금격차 해소 항목 또한 포함되어 있었다.

### 삼화고속복수노조 문제
삼화고속 노조의 상급단체는 복잡한 과정을 거쳐 현재의 상태로 변화하였는데, 모두 2011년 한 해 동안 일어났다. 한국노총에 소속되어 있던 250여 명 규모의 기존의 노조는 2011년 3월에 새로운 집행부가 구성되면서 민주노총으로 상급단체가 변경되었다. 하지만 복수노조 설립이 전면 허용됨에 따라 지난 7월 1일부터 한국노총을 상급단체로 하는 28명 규모의 복수노조가 새로이 등장 하면서 문제가 복잡해지기 시작하였다. 사측과 기존 노조 측은 7월 14일 1차 재교섭을 인천영업소에서 진행할 예정이었으나, 복수노조 조합원들이 '단일교섭창구가 정해지지 않았다'며 사측 대표들의 회의장 진입을 저지하였으며, 이로 인해 교섭 작업이 무산되었다. 기존 노조 측은 이에 대해 '재교섭에 나서기로 합의서까지 작성한 만큼 정당하게 획득한 교섭권'이라며 반발하였으며, 사측이 복수노조를 앞세워 교섭을 방해하고 있다는 의혹을 제기하기도 하였다. 이와는 별도로 2011년 7월 4일에는 7명의 조합원이 민주노총과 한국노총과는 다른 노선의 '제3노조'가 설립되어 삼화고속 내 노동자들 간의 역학 관계는 복잡한 양상을 띄게 되었다. 기존 노조는 7월 19일에 예정된 2차 교섭에 사측이 성실히 임하지 않을 경우 재파업에 돌입할 것임을 예고하였다.

### 급행간선버스 문제
인천에는 수도권의 다른 자치단체에는 없는 급행간선버스 노선들이 운행되고 있다. 이들 노선은 한정면허의 형태로 운용되고 있으며, 현재 공영급행과 영종운수, 대한여객, 천지교통 네 회사가 운행을 맡고 있다. 2009년 2월 25일 인천 내 준공영제 전면 실시와 동시에 신설되었으며, 기존의 지/간선버스 정류소를 3~4개가량 무정차하는 형태로 운행되고 있다. 일부 예외도 존재하지만, 적자폭이 큰 탓에 기존의 11개 노선들 중 906번은 2009년 8월 16일 폐선되었으며, 904번과 908번도 2010년 3월 10일자로 폐선이 검토되기도 하였다. 준공영제 실시와 함께 신설된 노선들이지만, 이들 노선은 준공영제 대상에서 제외되어 있다. 급행간선이라는 명칭은 '간선급행버스체계'와는 관련이 없다.

### 광역급행버스 문제
M6405번이 송도국제도시~강남역 간을 운행하고 있다. 수도권 전체로 보면 이와 같은 형태의 노선은 이 노선 외에 수지, 분당, 일산 등지에서 운행되고 있는데, 기존의 간선급행버스와 달리 적자 발생시 자치단체에서 적자 보전을 해 주지 않는데 따른 문제가 있다. 다만 나머지 M버스 노선들의 경우, 승객이 지나치게 많지만, 적자 보전이 되지 않아 더 이상의 증차가 현실적으로 어렵다는 것이 문제의 내용이지만, M6405번의 경우 자치단체에서 적자 보존이 없는 상태에서 승객 수가 적어 적자가 발생하고 있지만, 운행을 포기하기 어려운 상황이라는 점에서 그 자세한 내용은 다르다. 또한 노선 신설 시 국토해양부 측의 자체 지침으로 정류소 설치에 제한을 두는 것과 관련된 불만이 제기되기도 하였다. 한편 2010년 8월 1일부터 이 노선의 운행업체가 인천선진교통에서 인강여객으로 변경되는 것으로 알려져 있다.

1300번 광역버스. 이 노선을 포함한 삼화고속 소속 일부 광역버스 노선의 신촌.양화로 중앙차로 이용이 불허되어 각종 불만이 야기되었다.

### 신촌.양화로 중앙차로 이용 문제
서울시에서는 간선도로에서 버스의 원활한 통행을 위해 중앙차로 구간을 지속적으로 늘려 왔으며 이와 같은 움직임의 일부로서 2009년 12월 26일 양화대교 북단~이대역 구간의 중앙차로가 개통되었다. 이와 동시에 서울시 측에서는 이 구간을 지나는 삼화고속 소속의 광역버스 노선들 중 승객 수가 많아 정체를 유발할 우려가 있는 삼화고속 소속의 1300번, 1400번, 1500번, 1600번, 1601번의 중앙차로 통행을 제한하였다. 하지만 이 구간을 지나는 다른 시내버스 노선들 이외에도 같은 회사 소속의 1000번, 1100번, 1101번, 1200번, 1301번 버스에 비해 승객 수가 많다는 이유가 통행 제한의 유일한 근거가 된 데 대해 지속적으로 형평성 문제를 비롯한 각종 불만이 제기되었으며, 이에 따라 2010년 5월 1일자로 기존에 통행이 제한되었던 5개 노선들 또한 중앙 차로의 일부 구간을 이용할 수 있게 되었다.

### 공항버스 환승 문제
인천시내와 인천공항 간을 운행하는 공항좌석버스의 성인 정상요금은 카드 기준으로 2,200원으로 인천광역버스와 같다. 수도권 통합요금제 시행 이전에 비해 일부 시내 구간에서의 요금이 인상되어 이에 대한 불만이 제기되기도 하였지만, 이들 노선은 수도권 내 다른 교통수단과 환승 할인이 가능하여 인천공항과 타 시도를 오가는 공항버스에 비해 상대적으로 요금이 저렴하다는 이점을 지니고 있다.
통합요금제 시행 이후 한동안 시내구간만을 이용하거나 영종도 내 구간만을 이용하는 경우 운전기사가 단말기를 빠른 속도로 조작하는 모습을 볼 수 있었다. 시내구간만을 이용시 1,000원으로 공항버스를 이용할 수 있었던 데 따른 것으로 공항버스의 요금 자체는 더 저렴해지는 효과가 있지만, 해당 요금이 어린이 요금이었다는 점 때문에 이와 같은 경우 성인에게는 타 교통수단으로의 환승 할인이 적용되지 않아 문제가 발생하였다. 환승을 하고자 하는 승객은 환승 처리를 요구하면 원칙적으로 가능하였으나 이때 운전기사가 공항버스는 다른 버스와 환승 할인이 불가능하다는 이유를 들어 2,200원으로의 조작을 회피하는 경우가 존재하여, 그에 따른 주의가 요구되기도 하였다. 공항좌석의 특수한 지위로부터 비롯된 인천시내에서의 이와 같은 문제점은 2010년 2월 25일부로 시내구간 요금이 폐지되면서 발생할 여지가 사라지게 되었다. 공항버스의 시내구간 요금이 폐지됨에 따라 이들 노선이 단독으로 운행해오던 구간에서는 대체노선이 부족한 데 따른 민원이 제기되기도 하였다.
타 지역(서울, 경기 포함) 공항버스와는 환승 할인이 되지 않는다. 이들 노선들이 수도권 통합요금제의 범주 바깥에 있기 때문이다. '환승할인 미적용 교통수단' 부분을 참조한다.

### 공항버스 보조금 문제

공항버스 303번. 보조금 문제로 인해, 인천공항과 시내를 오가는 이 노선에 최근 고급좌석형 차량이 아닌 시내버스급 차량이 들어오고 있다.

2010년 기준으로 시에서는 천연가스버스 차량 한 대당 1,600 ~ 1,850만 원의 보조금을 지급하고 있다. 한편 2010년 기준으로 정부에서 인천시에 보조하는 국고의 액수는 2014 인천아시안게임, 인천 도시철도 2호선 건설 등의 사업에서 증액되어 전년인 2009년보다 1,394억 원 증액된 상태이다.
다음은 시에서 지급하는 보조금의 액수와 시내버스 또는 공항버스에서 흔히 쓰이는 시내좌석형과 고급좌석형 모델의 2010년 3월 말 가격을 나열한 것이다.
| 노선 유형          | 노선 유형                         | 대당 보조금              | 참조 페이지                                 |
| ------------------ | --------------------------------- | ------------------------ | ------------------------------------------- |
| 시내버스           | 시내버스                          | 1,600~1,850만 원         | 근거 자료                                   |
| 생산업체           | 차종                              | 대당 가격                | 참조 페이지                                 |
| 현대               | NSAC (좌석형 CNG)                 | 102,755,000원 (VAT 별도) | 참조 페이지                                 |
| 현대               | LS (전중문형 CNG)                 | 121,800,000원 (VAT 별도) | 참조 페이지 보관됨 2010-10-17 - 웨이백 머신 |
| 현대               | LS (전문형 CNG)                   | 137,130,000원 (VAT 포함) | 참조 페이지 보관됨 2010-10-17 - 웨이백 머신 |
| 현대               | 유니버스 (엘레강스 CNG)           | 142,636,000원 (VAT 별도) | 참조 페이지 보관됨 2010-08-22 - 웨이백 머신 |
| 현대               | 유니버스 (럭셔리 CNG)             | 146,950,000원 (VAT 포함) | 참조 페이지 보관됨 2010-08-22 - 웨이백 머신 |
| 대우               | BS106 (좌석형 CNG)                | 100,892,000원 (VAT 별도) | 참조 페이지 보관됨 2016-03-04 - 웨이백 머신 |
| 대우               | FX II 116 (직행좌석 CNG 전문형)   | 128,200,000원 (VAT 별도) | 참조 페이지 보관됨 2016-03-04 - 웨이백 머신 |
| 대우               | FX II 116 (직행좌석 CNG 전중문형) | 128,000,000원 (VAT 별도) | 참조 페이지 보관됨 2016-03-04 - 웨이백 머신 |
| 2010년 3월 말 기준 |                                   |                          |                                             |

### 시외직행버스와 환승할인 문제
과거에 삼화고속에서 운행하는 노선 중 상당수 노선들이 통합요금제가 적용되지 않는 시외직행의 형태로 운행되어 이와 관련된 불만이 빈번하게 제기되었으나 2011년 4월 8일 인천시 측에서 발표한 보도자료의 내용에 맞추어 이들 노선도 점차적으로 광역버스로 형간전환 조치되었으며, 이러한 일련의 과정은 마지막까지 시외직행 노선으로 남아 있던 9900번 과 9901번 이 2011년 6월 1일 통합 및 형간전환됨으로써 마무리되었다.

## 기타

### 첫차 및 막차 운행 방식
첫차의 경우 인천시내버스의 노선들 중 비교적 장거리의 구간을 운행하는 노선들 중 많은 노선들이, 서울과 같이 운행 거리와 상관없이 첫차가 기점에서 일괄적으로 출발하는 방식이 아닌, 중간 지점에서 차량이 출발하는 방식으로 운영되고 있다. 다음에 주어지는 36번 시내버스의 첫차 및 막차 운행 시간표로부터, 여러 지점에서 첫차가 출발한다는 사실을 알 수 있다. 막차 시간대에도 상황은 크게 다르지 않은데, 이 노선 뿐만 아니라 6-1번(6번 버스=동인천) 시내버스 또한 막차 시간대에는 인천터미널까지만 운행하는 차량이 운행되는 등 적지 않은 노선이 막차 시간대에 중간 지점에서 회차하는 방식으로 운행되고 있다.

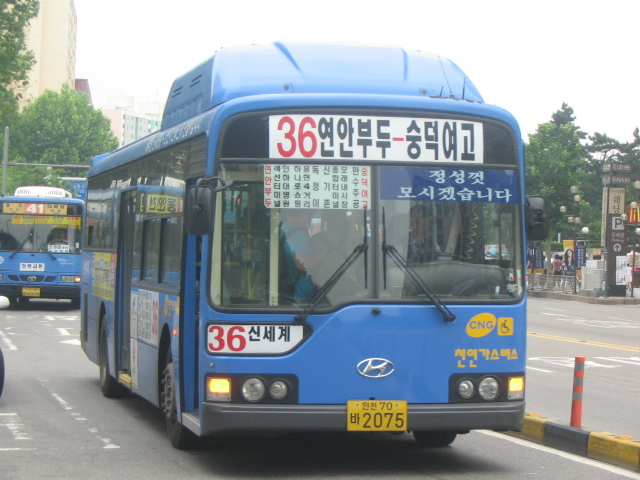
36번 버스

| 36번 첫차.막차 운행시간표 | 36번 첫차.막차 운행시간표 | 36번 첫차.막차 운행시간표 | 36번 첫차.막차 운행시간표 | 36번 첫차.막차 운행시간표 | 36번 첫차.막차 운행시간표 |
| 연안부두 → 숭덕여고       | 연안부두 → 숭덕여고       | 연안부두 → 숭덕여고       | 숭덕여고 → 연안부두       | 숭덕여고 → 연안부두       | 숭덕여고 → 연안부두       |
| 출발 정류장               | 첫차                      | 막차                      | 출발 정류장               | 첫차                      | 막차                      |
| ------------------------- | ------------------------- | ------------------------- | ------------------------- | ------------------------- | ------------------------- |
| 연안부두                  | 05:30                     | 23:00                     | 숭덕여고                  | 05:28                     | 23:00                     |
| 항운아파트                | 05:30                     | 23:07                     | 모래내시장                | 05:30                     | 23:08                     |
| 인하대병원                | 05:30                     | 23:11                     | 신세계백화점              | 05:28                     | 23:18                     |
| 구.터미널                 | 05:33                     | 23:20                     | 신기촌시장                | 05:32                     | 23:27                     |
| 독쟁이고개                | 05:32                     | 23:24                     | 독쟁이고개                | 05:28                     | 23:36                     |
| 신기촌시장                | 05:32                     | 23:31                     |                           |                           |                           |
| 신세계백화점              | 05:28                     | 23:37                     |                           |                           |                           |
| 모래내시장                | 05:33                     | 23:46                     |                           |                           |                           |

### 교통카드 전국호환 지역공동계획
현재 수도권 내에서 통용되는 교통카드는 인천버스에서도 사용할 수 있어 인천을 포함한 수도권 내에서는 거의 완벽한 교통카드 호환이 이루어지고 있으나, 타 지역 교통카드를 사용할 수 없거나 수도권 내에서 통용되는 카드를 타 지역에서 사용할 수 없는 등 현재 통용되는 교통카드 간의 호환성 문제가 꾸준히 존재하였다. 국토해양부에서는 2009년 12월 30일 열린 '2010 업무 보고회'를 통해 전국 7개 도시, 107개 시.군에서 사용 중인 교통카드를 전국에서 모두 호환이 가능하도록 바꾸는 등의 내용을 발표하였다. 그 후속조치로 국토해양부는 '교통카드 관련 장비의 전국호환성 인증 요령' 을 2010년 4월 5일 고시하고, 인증업무 대행기관으로 건설교통기술평가원을 지정하였다. 한편 경기도 보관됨 2008-12-12 - 웨이백 머신 에서는 이에 앞서 2009년 12월 7일 '경기도 교통카드 전국호환 공동지역계획' 을 발표하였으며 21일 이와 관련한 시행 로드맵 을 확정함으로써 전국에서 교통카드 호환사업의 혜택을 가장 먼저 받게 되었다.

### 분실물 관련
인천버스운송사업조합 에서는 별도의 게시판 을 두어 분실물 관련 신고를 받고 있으며, 이 페이지에는 운송사업조합 소속 노선 뿐만 아니라 인천버스협회 소속 노선에서 발생한 분실물들 또한 접수되고 있다. 습득된 유실물의 처리 방법은 다음의 경로를 따른다.

## 갤러리

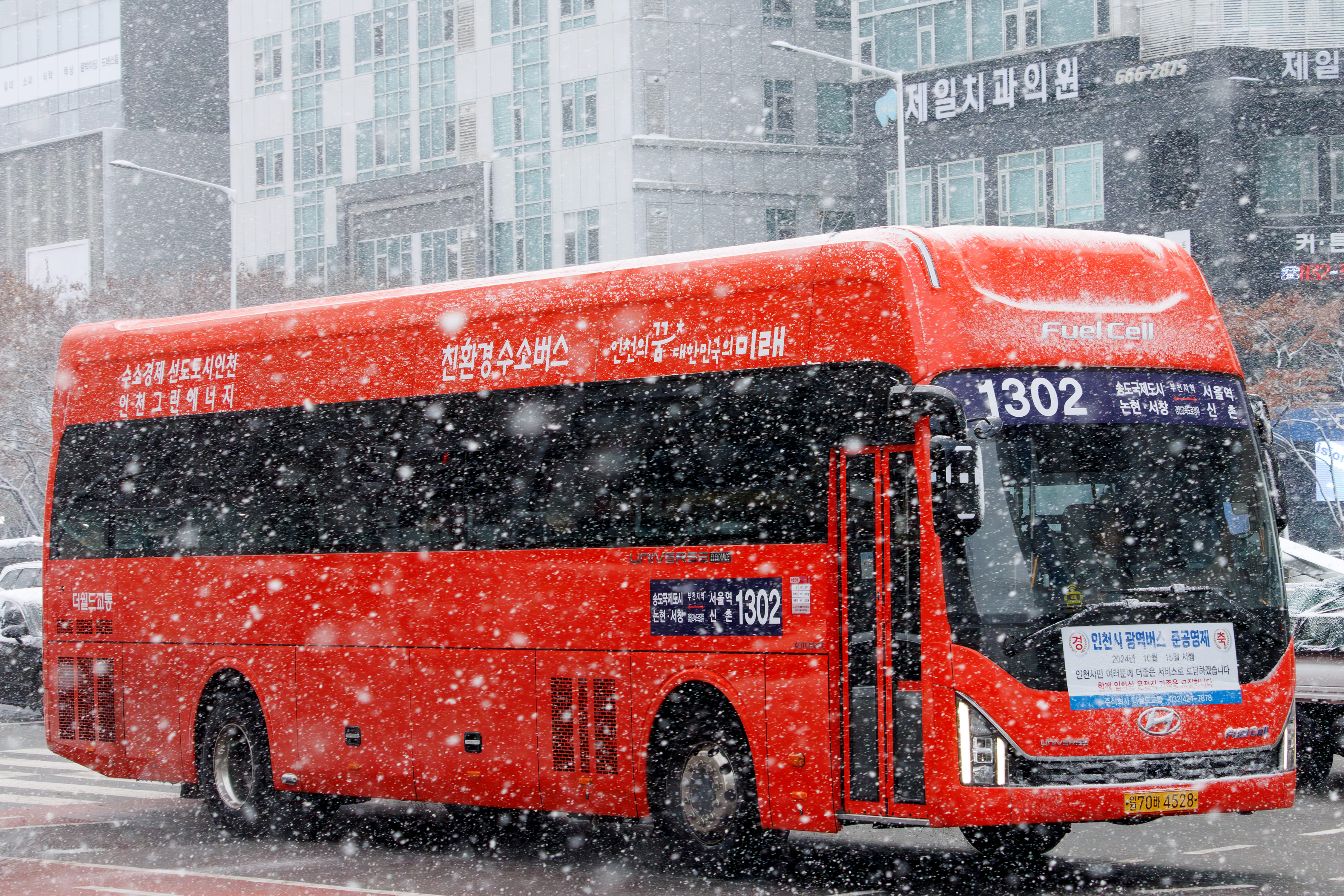
광역버스 1302번
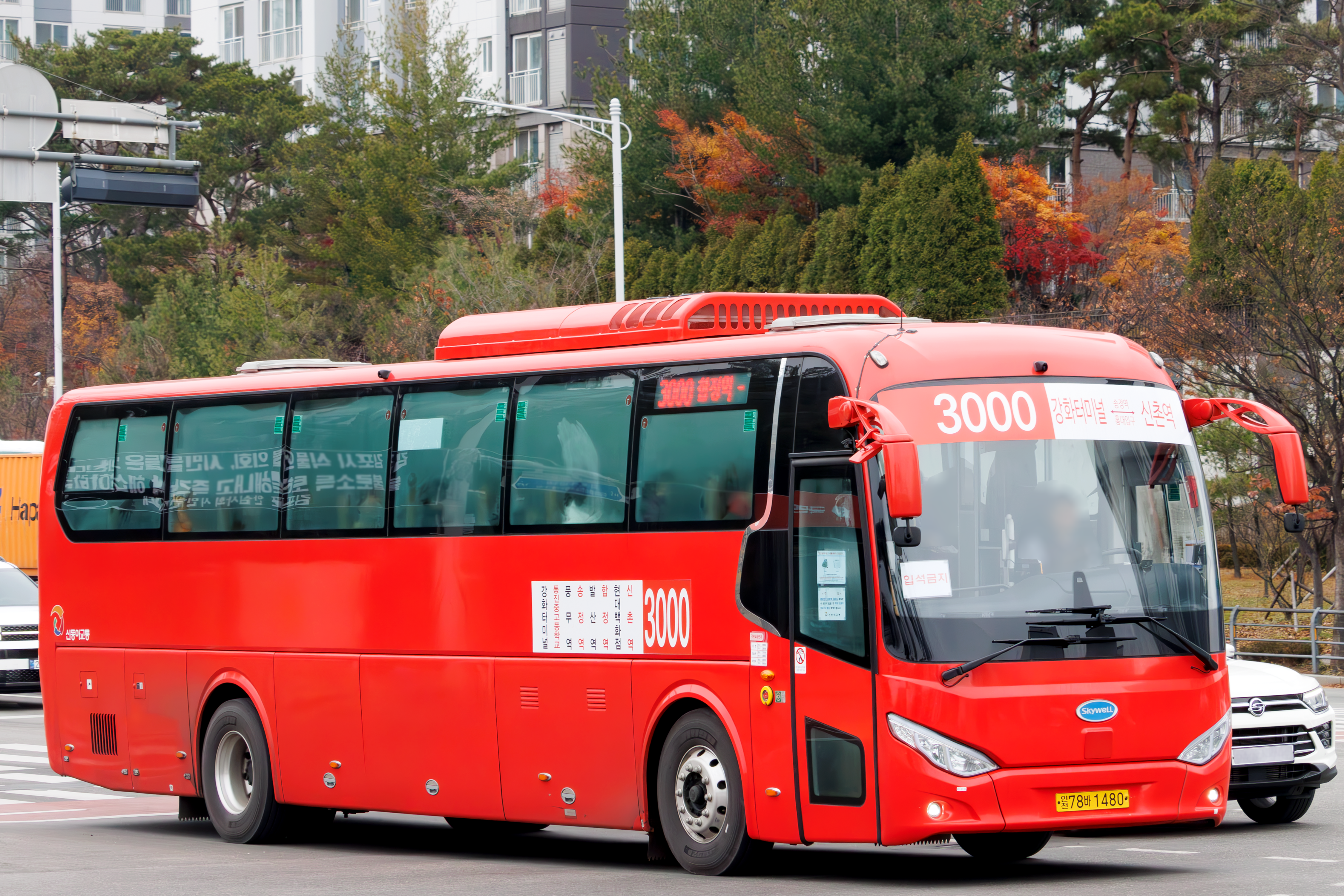
광역버스 3000번

## 같이 보기
- 인천광역시의 교통
- 인천광역시의 시내버스 노선 목록
- 강화군의 시내버스
- 인천종합버스터미널
- 강화여객자동차터미널
- 인천광역시의 버스 회사 목록
- 인천광역시버스준공영제협력협회
- 2016년 인천광역시 시내버스 노선 개편
- 2020년 인천광역시 시내버스 노선 개편

## 참고 자료
1. ↑  남종영 기자 (2005년 5월 6일). “오르다 숨 막히던 그 버스여…”. 한겨레21. 2010년 6월 17일에 확인함.
2. ↑  이일수 현대자동차 홍보팀 차장 (2007년 9월 18일). “한국 첫 시내버스는 대구서 운행”. 조선일보. 2010년 2월 28일에 확인함.
3. ↑  “버스종합(綜合)터미널 인천남구용현동(仁川南區龍峴洞)에 건설”. 매일경제. 1974년 11월 25일. 2010년 6월 12일에 확인함.[깨진 링크(과거 내용 찾기)]
4. ↑  “三和高速駐車場移轉令(삼화고속주차장이전령)”. 동아일보. 1977년 2월 7일. 2010년 2월 7일에 확인함.[깨진 링크(과거 내용 찾기)]
5. ↑  “서울~仁川간 直行버스운행”. 경향신문. 1979년 11월 16일. 2010년 2월 7일에 확인함.[깨진 링크(과거 내용 찾기)]
6. ↑  “인가(認可)받은 버스터미널 이용(利用)못하게돼 말썽”. 매일경제. 1980년 3월 15일. 2010년 6월 12일에 확인함.[깨진 링크(과거 내용 찾기)]
7. ↑  “大邱.仁川 直轄市승격”. 경향신문. 1981년 7월 1일. 2010년 2월 7일에 확인함.[깨진 링크(과거 내용 찾기)]
8. ↑  “버스조합소개 : 연혁”. 《인천버스운송사업조합》. 2010년 6월 12일에 확인함. 다수의 운송업체들이 가입되어 있는 단체로 운송조합 이외에도 2009년 2월 설립이 인가된 인천버스협회가 있다.
9. ↑  “마을버스 한정 면허 인천(仁川) 내달15일 시행”. 동아일보. 1992년 8월 18일. 2010년 6월 12일에 확인함.[깨진 링크(과거 내용 찾기)]
10. ↑  “인천(仁川) 시내버스 토큰제 첫시행 2일부터”. 동아일보. 1993년 2월 27일. 2010년 6월 12일에 확인함.[깨진 링크(과거 내용 찾기)]
11. ↑  “버스 택시 자동안내 실시”. 동아일보. 1993년 5월 27일. 2010년 6월 12일에 확인함.[깨진 링크(과거 내용 찾기)]
12. ↑  유성보 기자 (1994년 2월 22일). “인천(仁川)도 버스전용차선제”. 경향신문. 2010년 6월 12일에 확인함.[깨진 링크(과거 내용 찾기)]
13. ↑  유성보 기자 (1995년 2월 14일). “인천(仁川)~강화(江華) 시내좌석 전환”. 경향신문. 2010년 6월 12일에 확인함.[깨진 링크(과거 내용 찾기)]
14. ↑  “인천(仁川) 고속시외버스터미널 관교동으로 96년까지 옮겨”. 경향신문. 1992년 12월 9일. 2010년 6월 12일에 확인함.[깨진 링크(과거 내용 찾기)]
15. ↑  “인천교통공사 연혁”. 《인천교통공사》. 2010년 6월 27일에 확인함.[깨진 링크(과거 내용 찾기)]
16. ↑  김창선 기자 (2002년 1월 8일). “인천 마을버스 시내버스 전환, 요금인상”. 연합뉴스. 2014년 2월 2일에 원본 문서에서 보존된 문서. 2010년 2월 7일에 확인함.
17. 1 2  김희영 기자 (2002년 9월 26일). “인천시내버스 전 노선 '교통카드제 시행'”. 한국경제. 2010년 2월 7일에 확인함.
18. ↑  차준호 기자 (2003년 1월 23일). “인천-서울 광역버스 노선 신설”. 동아일보. 2010년 2월 7일에 확인함.
19. ↑  최재용 기자 (2004년 7월 10일). “인천 대중교통 환승할인제 확대”. 조선일보. 2010년 2월 7일에 확인함.[깨진 링크(과거 내용 찾기)]
20. ↑  곽태영 기자 (2004년 11월 30일). “인천 교통 환승시 50% 할인”. 내일신문. 2010년 2월 7일에 확인함.
21. ↑  박희제 기자 (2004년 12월 7일). “인천 버스→지하철 환승때도 내년 4월부터 50% 할인”. 동아일보. 2010년 2월 7일에 확인함.
22. ↑  유성보 기자 (2005년 4월 26일). “인천시내버스도 색깔 바꾼다”. 경향신문. 2010년 8월 14일에 확인함.[깨진 링크(과거 내용 찾기)]
23. ↑  “인천시, 버스정보관리시스템(BIS/BMS) 착수 보고회 개최”. 연합뉴스. 2007년 1월 30일. 2010년 7월 4일에 확인함.
24. ↑  차준호 기자 (2007년 3월 23일). “인천 내달부터 시내버스 요금 100원 인상”. 동아일보. 2010년 2월 7일에 확인함.
25. ↑  황금천 기자 (2007년 10월 1일). “인천 섬지역 좌석→시내버스 환승 오늘부터 할인”. 동아일보. 2010년 2월 7일에 확인함.
26. ↑  정성영 기자 (2008년 3월 31일). “버스도착 정보 서비스 내달 1일부터 실시”. 뉴시스. 2010년 6월 26일에 확인함.
27. ↑  김명균 기자 (2009년 1월 29일). “인천시 "버스준공영제, 2월25일로 연기"”. 연합뉴스. 2010년 2월 7일에 확인함.
28. 1 2 3 4  “버스준공영제 ‘반쪽 시동’”. 《민주노동당 민주시당》. 2009년 2월 19일. 2010년 7월 4일에 확인함.[깨진 링크(과거 내용 찾기)]
29. ↑  김명균 기자 (2009년 12월 25일). “인천시, 시내버스 15개 노선 개편”. 연합뉴스. 2010년 2월 7일에 확인함.
30. 1 2  이정은 기자 (2009년 2월 27일). “반쪽짜리 버스 준공영제”. YTN. 2016년 3월 5일에 원본 문서에서 보존된 문서. 2010년 2월 7일에 확인함.
31. ↑  이종열 기자 (2010년 4월 30일). “인천 도서지역 마을·공영버스 환승할인”. 뉴시스. 2010년 8월 14일에 확인함.
32. 1 2  김명호 기자 (2010년 5월 3일). “인천 무의도·강화군·영흥면… 7개마을·공영버스 환승할인”. 경인일보. 2010년 8월 14일에 확인함.
33. ↑  변윤재 기자 (2010년 6월 28일). “서울·경기·인천, 버스 도착정보 ´통합´”. 데일리안. 2010년 7월 1일에 확인함.
34. ↑  황금천 기자 (2011년 4월 15일). “인천 녹색버스 요금 500원 올린다”. 동아일보. 2011년 4월 23일에 확인함.
35. ↑  “버스조합소개 : 연혁”. 《인천버스운송사업조합》. 2010년 6월 12일에 확인함.
36. ↑  “905번 버스 정류장”. 《인천버스운송사업조합》. 2009년 8월 18일. 2010년 7월 27일에 확인함.
37. ↑  “버스정류장은 왜 있나요??”. 《인천버스운송사업조합》. 2009년 10월 16일. 2010년 7월 27일에 확인함.
38. ↑  “<공고> 인천버스협회 : 032-574-1015”. 《인천버스운송사업조합》. 2009년 10월 29일. 2010년 7월 27일에 확인함.
39. ↑  “12번버스........ 선진교통”. 《인천버스운송사업조합》. 2010년 7월 23일. 2010년 7월 27일에 확인함.
40. ↑  임중식 기자 (2010년 8월 2일). “인천시버스조합 해산 명령”. 교통신문. 2016년 10월 11일에 원본 문서에서 보존된 문서. 2010년 8월 14일에 확인함.
41. ↑  김효재 기자 (1990년 2월 2일). “신공항을 첨단 서비스 도시로”. 조선일보. 2010년 2월 7일에 확인함.
42. 1 2  김경미 기자 (2009년 10월 13일). “메가시티 향한 첫 걸음, '수도권 통합요금제'”. 인사이드경기. 2010년 7월 4일에 확인함.[깨진 링크(과거 내용 찾기)]
43. ↑  강창동 기자 (2000년 6월 4일). “버스 탈때도 지하철패스카드 사용 가능...서울시, 5일부터”. 한국경제. 2010년 2월 7일에 확인함. 서울 지역에서의 버스카드 단말기는 1995년 하반기에 21-2번 버스에 시범적으로 설치가 되었으며 1996년 7월 1일부터 모든 노선으로 확대되었다. 지하철카드와는 호환이 불가능하였으나 2000년 1월 20일부터 호환이 가능해졌다.
44. ↑  박희제 기자 (2002년 12월 28일). “새해부터 달라지는 인천시 정책”. 한국경제. 2010년 2월 7일에 확인함.
45. ↑  “인천 버스 요금표(전국버스운송사업조합연합회)”. 《인천시내버스 구도색 사진》. 2010년 3월 1일에 확인함.[깨진 링크(과거 내용 찾기)]
46. ↑  “최기선 인천시장은 시민이 납득할 수 있는 버스정책을 펴라”. 인천연대. 2002년 1월 15일. 2014년 2월 1일에 원본 문서에서 보존된 문서. 2010년 2월 7일에 확인함.
47. ↑  최재용 기자 (2001년 12월 28일). “인천지역 마을버스, 2월부터 시내버스로”. 조선일보. 2010년 2월 7일에 확인함.[깨진 링크(과거 내용 찾기)]
48. ↑  최재용 기자 (2002년 1월 28일). “마을버스 업체 “2월부터 인상요금 받겠다””. 조선일보. 2010년 2월 7일에 확인함.
49. ↑  김기준 기자 (2007년 1월 8일). “시내버스 만족도 부평버스 1위, 용현운수 최하위”. 인천신문. 2010년 4월 8일에 확인함.[깨진 링크(과거 내용 찾기)]
50. ↑  이준혁 기자 (2004년 12월 8일). “용현운수의 진로방해·밀착운행 현장포착”. 인천뉴스. 2010년 4월 8일에 확인함.
51. ↑  이준혁 기자 (2004년 12월 6일). “용현운수-인하대 갈등, 장기화 조짐”. 인천뉴스. 2010년 4월 8일에 확인함.
52. ↑  이준혁 기자 (2004년 11월 23일). “경찰지구대 앞에서 폭행, 학생들 부상 경찰 '팔짱'”. 인천뉴스. 2010년 4월 8일에 확인함.
53. ↑  이준혁 기자 (2004년 11월 25일). “인하대 '무료셔틀버스' 대폭 증차 운행”. 인천뉴스. 2010년 4월 8일에 확인함.
54. 1 2  이준혁 기자 (2009년 2월 12일). “인천 대중교통개편, 서울 따라잡기 힘드네”. 오마이뉴스. 2010년 2월 7일에 확인함.
55. 1 2  채홍기 기자 (2011년 3월 16일). “운송수입 전국 꼴찌…시내버스 체계 개선”. SBS. 2011년 7월 15일에 확인함.
56. ↑  서울~경기 대중교통비 30~40% 이상 싸진다.[깨진 링크(과거 내용 찾기)] 《노컷뉴스》2007년 5월 24일
57. ↑  임중식 기자 (2007년 3월 5일). “인천시 버스 준공영제 도입 공청회”. 교통신문. 2016년 3월 4일에 원본 문서에서 보존된 문서. 2010년 2월 7일에 확인함.
58. ↑  이준혁 기자 (2008년 1월 29일). “부천 버스는 공짜인데, 인천만 '짠물 버스'”. 오마이뉴스. 2010년 2월 7일에 확인함.
59. ↑  유성보 기자 (2008년 9월 8일). “인천 내년 4월 통합환승할인제”. 뉴시스. 2010년 2월 7일에 확인함.[깨진 링크(과거 내용 찾기)] / 이영수 기자 (2008년 9월 16일). “시 "내년 초부터 수도권 통합환승할인제 시행"”. 뉴시스. 2010년 2월 7일에 확인함. '2009년 초 또는 4월'이라는 표현을 쓴 것은 기사마다 명시된 시기가 달랐기 때문이다.
60. ↑  유성보 기자 (2008년 12월 10일). “인천 내년 7월 '통합환승할인'”. 경향신문. 2010년 2월 7일에 확인함. / 황금천 기자 (2008년 12월 1일). “인천 “또 연기”…수도권 환승할인제 내년 9월로”. 동아일보. 2010년 2월 7일에 확인함.[깨진 링크(과거 내용 찾기)] 400억원의 손실보조금이 확보되지 않은 것이 그 이유로, '7월 또는 9월'이라는 표현을 쓴 것은 2008년 9월에 이어 2008년 12월 당시에도 그 연기 시기에 관한 보도 내용이 언론사마다 달랐기 때문이다.
61. ↑  김대성 기자 (2009년 2월 2일). “인천광역시 시내버스 노선 대폭 변경”. 오늘경제. 2010년 2월 7일에 확인함.
62. ↑  신민재 기자 (2009년 6월 10일). “인천시, 시내버스 수입금공동관리 8월 시행”. 연합뉴스. 2010년 2월 7일에 확인함.
63. ↑  차준호 기자 (2009년 1월 7일). “수도권 대중교통 환승하면 인천시민도 7월부터 할인”. 동아일보. 2010년 2월 7일에 확인함.[깨진 링크(과거 내용 찾기)] / 이돈성 기자 (2009년 1월 7일). “인천시 "수도권 통합환승할인제 7월부터 참여"”. 세계일보. 2010년 2월 7일에 확인함.
64. ↑  이영수 기자 (2009년 6월 24일). “인천시 8월부터 수도권 통합환승제 전격 실시”. 뉴시스. 2010년 2월 7일에 확인함.
65. ↑  정창교 기자 (2009년 8월 2일). “수도권 통합환승제 9월로 연기”. 국민일보. 2016년 3월 4일에 원본 문서에서 보존된 문서. 2010년 2월 7일에 확인함. 최근에는 지하철 9호선의 요금 정산 시스템 불안정이 새로운 이유로 추가되었다.
66. ↑  조석장 기자 (2009년 9월 1일). “인천시 수도권통합환승할인제 10월초로 연기될 듯”. 파이낸셜뉴스. 2010년 2월 7일에 확인함.
67. ↑  이상원 기자 (2009년 8월 3일). “인천 시내버스 수입금 공동관리”. 문화일보. 2010년 2월 7일에 확인함.
68. ↑  지건태 기자 (2009년 9월 21일). “내달 10일부터 수도권 통합환승”. 경향신문. 2010년 2월 7일에 확인함. / 온혜선 기자 (2009년 9월 27일). “10월10일부터 서울~인천 환승할인”. 이데일리. 2011년 11월 23일에 원본 문서에서 보존된 문서. 2010년 2월 7일에 확인함. / “내달 10일부터 인천버스도 수도권 통합 환승할인”. 서울경제. 2009년 9월 27일. 2011년 11월 23일에 원본 문서에서 보존된 문서. 2010년 2월 7일에 확인함.
69. ↑  김정호 기자 (2009년 10월 10일). “오늘부터 인천도 대중교통 통합 환승 할인”. MBC. 2010년 2월 7일에 확인함.
70. ↑  이준혁 기자 (2009년 2월 10일). “준공영제 놓고 인천시-버스회사 정면 충돌”. 오마이뉴스. 2010년 2월 7일에 확인함.
71. ↑  “준공영제 놓고 인천시-버스회사 정면 충돌”. 오마이뉴스. 2009년 2월 10일. 2010년 2월 7일에 확인함.
72. ↑  이준혁 기자 (2009년 1월 30일). “인천시민 '발'도 이젠 서울 안 부럽다”. 오마이뉴스. 2010년 2월 7일에 확인함.
73. ↑  “인천시 시내버스 수입금공동관리 준공영제 시행”. 뉴스와이어. 2009년 8월 2일. 2010년 2월 7일에 확인함.[깨진 링크(과거 내용 찾기)]
74. ↑  정동곤 기자 (2009년 8월 13일). “인천, 준공영제 본격 시동”. 운송신문. 2010년 2월 7일에 확인함.[깨진 링크(과거 내용 찾기)]
75. ↑  “인천시 시내버스 수입금공동관리 준공영제 시행”. 뉴스와이어. 2009년 8월 2일. 2010년 7월 3일에 확인함.[깨진 링크(과거 내용 찾기)]
76. ↑  김명균 기자 (2009년 4월 13일). “인천시, 시내버스 '서울형 준공영' 추진”. 연합뉴스. 2010년 7월 4일에 확인함.
77. ↑  목동훈, 김명래 기자 (2010년 2월 1일). “버스준공영제 1년… 갈길 멀다”. 경인일보. 2016년 3월 5일에 원본 문서에서 보존된 문서. 2010년 3월 16일에 확인함.
78. ↑  김봉수 기자 (2010년 5월 24일). “인천도시축전, 28억 날리고 입장료환불소송 패소 위기”. 아시아경제. 2021년 3월 3일에 원본 문서에서 보존된 문서. 2010년 5월 27일에 확인함.
79. ↑  김봉수 기자 (2010년 5월 25일). “인천시 "위약금 아니고 철수비, 소송은 아직 진행중"”. 아시아경제. 2010년 5월 27일에 확인함.
80. ↑  이돈성 기자 (2008년 4월 15일). “‘인천세계도시축전’으로 불러주세요”. 세계일보. 2010년 2월 7일에 확인함.
81. ↑  김봉수 기자 (2009년 9월 10일). “인천시 재정 상태 '빨간불'”. 아시아경제. 2010년 2월 7일에 확인함.
82. ↑  조윤주 기자 (2008년 12월 29일). “지자체 행사비 年6912억 사용”. 파이낸셜뉴스. 2010년 2월 7일에 확인함.
83. ↑  “인천버스협회”. 《인천버스운송사업조합》. 2010년 7월 4일에 확인함.
84. ↑  “인천시, 수도권 통합요금제 시행… 인천시민 이용률 10배↑”. 버스뉴스. 2009년 12월 15일. 2014년 8월 12일에 원본 문서에서 보존된 문서. 2010년 2월 7일에 확인함.
85. ↑  이현준 기자 (2009년 11월 16일). “먹통 통합환승 시스템 '요금도둑'”. 경인일보. 2010년 2월 7일에 확인함.
86. ↑  “인천 도서지역 마을·공영버스 환승할인”. YTN. 2010년 4월 30일. 2010년 10월 24일에 확인함.
87. ↑  “인천 무의도·강화군·영흥면… 7개마을·공영버스 환승할인”. 경인일보. 2010년 5월 3일. 2010년 10월 24일에 확인함.
88. 1 2  “9900번, 9901번 노선 통합 안내”. 《삼화고속》. 2014년 2월 27일에 원본 문서에서 보존된 문서. 2011년 6월 2일에 확인함.
89. ↑  김종호 기자 (2010년 1월 30일). “수도권 통합환승할인이 안 되는 '불행한' 버스 노선들”. 오마이뉴스. 2010년 2월 7일에 확인함.[깨진 링크(과거 내용 찾기)]
90. ↑  요금정보안내 - 인천버스정보. 2023년 10월 7일 읽음.
91. 1 2  “수도권통합요금제안내”. 《인천버스정보관리시스템》. 2018년 3월 26일에 원본 문서에서 보존된 문서. 2011년 7월 20일에 확인함.
92. ↑  목동훈 기자 (2009년 11월 23일). “'공항신도시 ~ 송도' 내달부터 버스 운행”. 경인일보. 2010년 2월 7일에 확인함.
93. ↑  국토해양부[깨진 링크(과거 내용 찾기)] 보도자료
94. ↑  박희제 기자 (2011년 8월 18일). “공항철도 인천구간 ‘바가지 요금’ 주민 분통”. 동아일보. 2011년 8월 18일에 확인함.
95. ↑  정성영 기자 (2008년 3월 31일). “버스도착 정보 서비스 내달 1일부터 실시”. 뉴시스. 2010년 4월 23일에 확인함.
96. 1 2  “서울.경기.인천 버스 도착시간 실시간 통합 안내”. 《국토해양부 교통정책실 첨단도로환경과》. 2010년 5월 25일. 2010년 7월 14일에 확인함.[깨진 링크(과거 내용 찾기)]
97. ↑  차영환 기자 (2008년 10월 9일). “광역버스 운행 정보 수도권 어디서나 볼 수 있다”. CNBNEWS. 2010년 2월 28일에 확인함.[깨진 링크(과거 내용 찾기)]
98. ↑  “수도권 BIS구축사업 4월 마무리”. 서울신문. 2010년 2월 4일. 2010년 2월 28일에 확인함.
99. ↑  이영수 기자 (2010년 5월 29일). “인천시, 수도권 광역버스정보시스템 다음달 1일 본격 운영”. 뉴시스. 2010년 6월 12일에 확인함.
100. 1 2  “지능형교통체계 - 교통관리서비스”. 《수도권교통본부》. 2010년 11월 24일에 원본 문서에서 보존된 문서. 2011년 8월 5일에 확인함.
101. ↑  이승훈 기자 (2010년 5월 24일). “서울-경기-인천 버스 실시간 통합 안내”. 비즈니스앤TV. 2016년 3월 5일에 원본 문서에서 보존된 문서. 2010년 6월 4일에 확인함.
102. ↑  임아영 기자 (2010년 6월 28일). “서울서 경기·인천 버스 정보 실시간 제공”. 경향신문. 2010년 7월 1일에 확인함.
103. ↑  김진혁 기자 (2010년 6월 18일). “道, 내달 수도권 광역버스 정보 제공 확대”. 경인일보. 2010년 7월 1일에 확인함.
104. ↑  간선버스와 광역버스만 선진네트웍스 소속. 지선버스를 운행하는 신흥동지점은 선진네트웍스 소속이 아니다.
105. ↑  “강화-서울간 시내버스 운행 개통식 가져”. 노컷뉴스. 2009년 7월 15일. 2010년 2월 7일에 확인함.
106. ↑  이재훈 기자 (2009년 2월 25일). “인천형 버스준공영제”. 기호일보. 2010년 2월 7일에 확인함.
107. ↑  이준혁 기자 (2009년 2월 2일). “10년 넘게 준비한 인천 교통체계 개편, 아쉬움 많다”. 오마이뉴스. 2010년 2월 7일에 확인함.
108. ↑  김유영 독자 투고 (2005년 9월 12일). “청소년인권과 버스카드”. 한겨레. 2010년 2월 7일에 확인함.
109. ↑  “시내버스 안내방송에 대한 잡담 2”. 《하늘호수》. 2010년 6월 20일에 확인함.
110. ↑  “민기획”. 《NAVER 지도》. 2010년 6월 20일에 확인함.[깨진 링크(과거 내용 찾기)]
111. ↑  이지은 기자 (2009년 9월 24일). “서울 어디에서든 들을 수 있는 `This stop is…` 주인공”. 중앙일보. 2010년 2월 7일에 확인함.[깨진 링크(과거 내용 찾기)] 서울시내버스의 경우, 미국 시민권자인 제니퍼 클라이드 씨가 영어 성우를 맡고 있다.
112. ↑  박희제 기자 (2008년 3월 4일). “인천시, 이달부터 시내버스 영어 안내방송”. 동아일보. 2010년 2월 7일에 확인함.
113. ↑  인천사랑 여성모임 공동대표 (2000년 1월 18일). “시내버스 안내방송 않고 표지판도 없어 시민 多重苦”. 인천연대. 2014년 8월 12일에 원본 문서에서 보존된 문서. 2010년 2월 7일에 확인함. / 세옹지마 (2003년 11월 24일). “인천버스운송사업조합 민원게시판”. 《안내방송》. 2010년 2월 7일에 확인함.
114. ↑  라영철 기자 (2010년 8월 12일). “인천시, CNG버스 2천여대 일제점검”. CBS. 2010년 8월 13일에 확인함.[깨진 링크(과거 내용 찾기)]
115. ↑  이지은 기자 (2009년 7월 27일). “천연가스 시내버스 2만 대 돌파”. YTN. 2014년 2월 3일에 원본 문서에서 보존된 문서. 2010년 8월 13일에 확인함.
116. ↑  “인천교통공사 사업현황”. 《버스승강대》. 2010년 2월 7일에 확인함.[깨진 링크(과거 내용 찾기)]
117. ↑  박희제 기자 (2007년 5월 11일). “인천 버스정류소 대대적 정비”. 동아일보. 2010년 6월 19일에 확인함.
118. ↑  송원영 기자 (2008년 10월 21일). “인천, 버스 공영차고지 4곳 조성”. 한국일보. 2010년 2월 7일에 확인함.[깨진 링크(과거 내용 찾기)]
119. ↑  인치동 기자 (2009년 5월 18일). “인천교통공사, 송도 공영차고지 CNG 충전소 운영”. 경향신문. 2010년 2월 7일에 확인함.
120. ↑  이영수 기자 (2009년 5월 31일). “인천시 "진통끝에 남동권역 버스공영차고지 본격 추진"”. 뉴시스. 2010년 2월 7일에 확인함.
121. ↑  “인천 서구 공영차고지 조성”. 서울신문. 2009년 11월 20일. 2010년 2월 7일에 확인함.
122. ↑  이영수 기자 (2008년 10월 23일). “버스공영차고지 조성사업 "사업비 두배 증가-산넘어 산"”. 뉴시스. 2010년 2월 7일에 확인함.
123. ↑  김선국 기자 (2009년 10월 19일). “한진重, 북항배후지 용도변경안 인천시의회 통과…하이투자證"”. 아주경제. 2010년 2월 7일에 확인함.[깨진 링크(과거 내용 찾기)]
124. ↑  차준호 기자 (2006년 6월 22일). “버스전용차로제 주5일만 운영”. 동아일보. 2010년 2월 9일에 확인함.
125. ↑  김학준 기자 (2010년 1월 15일). “인천 중앙버스전용차로제 도입”. 서울신문. 2010년 2월 9일에 확인함.
126. ↑  “청라~강서 BRT 사업계획”. 《수도권교통본부》. 2010년 11월 25일에 원본 문서에서 보존된 문서. 2010년 6월 12일에 확인함.
127. ↑  송한수 기자 (2005년 8월 21일). “내년 2개노선 BRT 시범 사업”. 서울신문. 2010년 6월 10일에 확인함.
128. ↑  “인천시 "청라지구~화곡동 BRT 개통 지연”. YTN. 2007년 11월 20일. 2010년 6월 10일에 확인함.
129. ↑  목동훈 기자 (2009년 11월 10일). “청라~강서 BRT 내년 상반기 첫삽”. 경인일보. 2010년 6월 10일에 확인함.
130. ↑  장현일 기자 (2010년 6월 2일). “인천 청라~서울 화곡동 BRT 2012년 1월 개통”. 한국일보. 2013년 12월 3일에 원본 문서에서 보존된 문서. 2010년 6월 10일에 확인함.
131. ↑  이영수 기자 (2010년 6월 8일). “인천시 "인천 북부지역에 대규모 복합환승센터 건립"”. 뉴시스. 2010년 6월 10일에 확인함.
132. ↑  이상원 기자 (2011년 7월 4일). “인천 ‘버스준공영제 지원’ 축소 방침”. 문화일보. 2011년 7월 15일에 확인함.
133. ↑  김요한 기자 (2011년 6월 28일). “버스준공영제 불안하다”. 인천신문. 2011년 7월 15일에 확인함.[깨진 링크(과거 내용 찾기)]
134. ↑  강숙진 기자 (2011년 7월 10일). “삼화고속 전면파업 돌입… 10년 째 임금동결에 뿔난 노조”. 이중앙뉴스. 2014년 2월 1일에 원본 문서에서 보존된 문서. 2011년 7월 15일에 확인함.
135. 1 2 3  김명균 기자 (2011년 7월 15일). “삼화고속 '1社 3勞'..노노 갈등ㆍ파업재연 조짐”. 연합뉴스. 2011년 7월 16일에 확인함.
136. ↑  김인완 기자 (2011년 7월 11일). “삼화고속 노조 3일 만에 업무복귀”. 한국경제. 2011년 7월 16일에 확인함.
137. ↑  강나연 기자 (2011년 7월 1일). “오늘부터 복수노조 가능…교섭권은 한 곳만”. MBN. 2016년 3월 5일에 원본 문서에서 보존된 문서. 2011년 7월 16일에 확인함.
138. ↑  임승재 기자 (2011년 7월 15일). “삼화고속 노사 첫교섭 '파행'”. 경인일보. 2011년 7월 16일에 확인함.
139. ↑  김명래 기자 (2010년 1월 4일). “인천시 지도가 바뀐다”. 경인일보. 2010년 3월 16일에 확인함.
140. ↑  강주형 기자 (2010년 1월 21일). “M버스 '휙' … 출근길 중간 정류장 주민들 '욱'”. 한국일보. 2010년 4월 2일에 원본 문서에서 보존된 문서. 2010년 3월 16일에 확인함.
141. ↑  “M6405 광역급행버스 정류장 추가 건의”. 《국토해양부 홈페이지 내 국민마당》. 2010년 6월 29일에 확인함.[깨진 링크(과거 내용 찾기)]
142. ↑  김종호 기자 (2010년 1월 18일). “신촌 버스전용차로 '왕따 사건'”. 오마이뉴스. 2010년 4월 23일에 확인함.
143. ↑  윤영미 기자 (2010년 1월 13일). “버스승객 너무 많은 죄?”. 한겨레. 2014년 8월 12일에 원본 문서에서 보존된 문서. 2010년 4월 23일에 확인함.
144. ↑  “신촌.양화로 정류소 일부 조정 안내”. 《삼화고속》. 2014년 8월 12일에 원본 문서에서 보존된 문서. 2010년 4월 20일에 확인함.
145. ↑  정창교 기자 (2009년 7월 16일). “인천공항 좌석버스 1000원에서 2200원，영종도 주민 획일 적용에 반발”. 국민일보. 2010년 7월 4일에 확인함.[깨진 링크(과거 내용 찾기)]
146. ↑  “인천광역시청 전자민원”. 《302번 시내버스 요금 폐지에 관하여》. 2010년 2월 19일. 2010년 3월 27일에 확인함.[깨진 링크(과거 내용 찾기)]
147. ↑  장현일 기자 (2010년 1월 28일). “인천시, 시내버스 155대 천연가스차로 교체”. 서울경제. 2014년 2월 1일에 원본 문서에서 보존된 문서. 2010년 3월 27일에 확인함.
148. ↑  목동훈 기자 (2009년 12월 7일). “내년 인천 국고보조금 1,394억 늘어”. 경인일보. 2010년 3월 27일에 확인함.
149. ↑  황준호 기자 (2009년 12월 30일). “교통카드 전국서 호환된다”. 아시아경제. 2010년 2월 28일에 확인함.
150. ↑  박영순 기자 (2010년 4월 6일). “전국서 호환되는 교통카드 나온다”. 포커스신문사. 2010년 4월 8일에 확인함.[깨진 링크(과거 내용 찾기)]
151. ↑  박익희 기자 (2009년 12월 20일). “경기도, 전국 최초 교통카드 전국호환사업 시행”. 데일리안. 2010년 2월 28일에 확인함.